# チェンバロ
チェンバロ（独: Cembalo, 伊: clavicembalo）は、弦をプレクトラムで弾いて発音する鍵盤楽器である。英語ではハープシコード (harpsichord)、フランス語ではクラヴサン (clavecin) という。
狭義にはグランド・ピアノのような翼形の楽器を指すが、広義には同様の発音機構を持つヴァージナルやスピネット等を含めた撥弦鍵盤楽器を広く指す。
チェンバロはルネサンス音楽やバロック音楽で広く使用されたが、18世紀後半からピアノの興隆と共に徐々に音楽演奏の場から姿を消した。しかし20世紀には古楽の歴史考証的な演奏のために復興され、現代音楽やポピュラー音楽でも用いられている。

## 構造

### 発音機構
撥弦鍵盤楽器の大きさや外形は多様であるが、発音機構の基本は共通している。
鍵を押し下げると、鍵の他端に立てられているジャックと呼ばれる板状の棒が持ち上がり、ジャックの側面に装着されたプレクトラムが弦を下から上に弾いて音を出す。
鍵から手を放すとジャックが下がる。このときプレクトラムは回転するタングに取り付けられているため弦を回り込んで下に戻る。ジャックが元の位置に戻るとジャック上部のダンパーによって弦の振動が止められる。
以下では上記の基本原理をより詳細に説明する。

図1: 8フィート2弦の一段鍵盤チェンバロの概念図, (1) 鍵 (キーレバー), (2) ネームバッテン, (3) ネームボード, (4) チューニングピン, (5) ナット, (6) ジャックレール, (7) アッパー・ガイド, (8) 弦, (9) ブリッジ, (10) ヒッチピン, (11) ライナー, (12) ベントサイド/テール, (13) オーバーレール, (14) 響板, (15) ギャップ, (16) アッパー・ベリーレール, (17) ジャック, (18) ローワー・ベリーレール, (19) 底板, (20) ラック, (21) ガイドピン, (22) ローワー・ガイド, (23) レストプランク, (24) バランスピン, (25) キーボード・フレーム

鍵（1）は単純な梃子で、鍵にあけられた穴に差し込まれたバランスピン（24）を支点として動く。
ジャック（17）は、木製の平たく細長い棒で、鍵の端に垂直に立てられ、上下のジャックガイド（7・22、レジスターとも）で支えられている。ジャックガイドは、スパイン（左側の長い側板）側からチーク（鍵盤右の短いまっすぐな側板部分）側まで走るギャップの中に設置される、ほぞ穴のある細長い2枚の板で、このほぞ穴の中をジャックが上下に動く。アッパー・ガイドはしばしば可動である（#レジスターを参照）。
イタリアのチェンバロでは、ボックス・スライドと呼ばれる厚みのある単一のジャックガイドが用いられる。

図2: ジャック上部の概念図, (1) 弦, (2) タングの軸, (3) タング, (4) プレクトラム, (5) ダンパー

ジャックにはタング（図2-3）という木製の可動の部品が取り付けられており、タングにはプレクトラム（図2-4）が取り付けられる。タングはプレクトラムに上から力がかかる場合は動かないが、下から力がかかる場合は回転してプレクトラムをそらすように動作する。これによってプレクトラムが下から上に弦を弾いた後、上から下へは弦を弾かずに戻ることができる。タングはイノシシの毛や薄い真鍮板などで作られたバネによって保持されており、動いた後はバネの弾力により元の位置に戻る。
プレクトラムは通常ごく僅かに上方向に角度をつけて取り付けられ、弦の下ぎりぎりの位置に設置される。歴史的にはプレクトラムはワタリガラス (raven) などの鳥の羽軸で作られていたが、現代では保守が容易なデルリン製のプレクトラムを用いる場合も多い。
プレクトラムが弾く弦の箇所（プラッキング・ポイント）は音質を決定する重要な要素であり、ナット（図1-5、手前側にあるブリッジと共に弦の振動長を決定する構造）からの距離で示される。ナットに近い位置で弦を弾くと倍音が強調され、「鼻にかかった」音色となる。一般にプラッキング・ポイントの距離は低音域に向かって漸増するが、弦の振動長（ナット-ブリッジ間距離）に対する比率は減少する。
ジャックの上部にはフェルト製のダンパーが付けられており、ジャックが持ち上がっていないときにはダンパーが弦の上に乗り消音するようになっている。

図3: チェンバロのジャックの動き, (1) ジャックレール, (2) フェルト, (3) ダンパー, (4) 弦, (5) プレクトラム, (6) タング, (7) タングの軸, (8) バネ (9), ジャック, (10) タングの動き

(A) 操作されていない状態のジャック。ジャックの一番上にはフェルト製のダンパー（図3-3）が突き出ており、鍵が押されていないときには弦の振動を止めている。
(B) 鍵を押すことでジャックが上がり始めた状態。ジャックが上昇するにつれ弦に押し当てられたプレクトラムは徐々にたわんでいく。
(C) プレクトラムは湾曲の限界点を超えて、弦を弾き、振動を起こす（音の発生）。ジャックの垂直に跳ね上がる動きはジャックレール（図3-1）によって止められる。ジャックレールの内側はジャックの衝撃を和らげるために柔らかいフェルト（図3-2）がつけられている。
(D) 鍵から手を離すと、鍵のもう一方の端は自重で元の位置に戻り、それに従ってジャックも下に降りる。この際プレクトラムは再び弦に接触するが、タング（図3-6）の働きによって、ほとんど音を生じさせることなく弦の下に戻る。ジャックが元の位置まで降りるとダンパーが弦の上に乗り消音する。

### 弦と響板

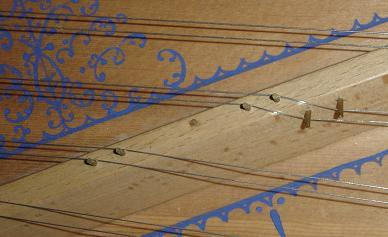
ブリッジの部分写真。ブリッジの上には、弦に触れてその振動長の一端を決めるブリッジピンが植えられている。

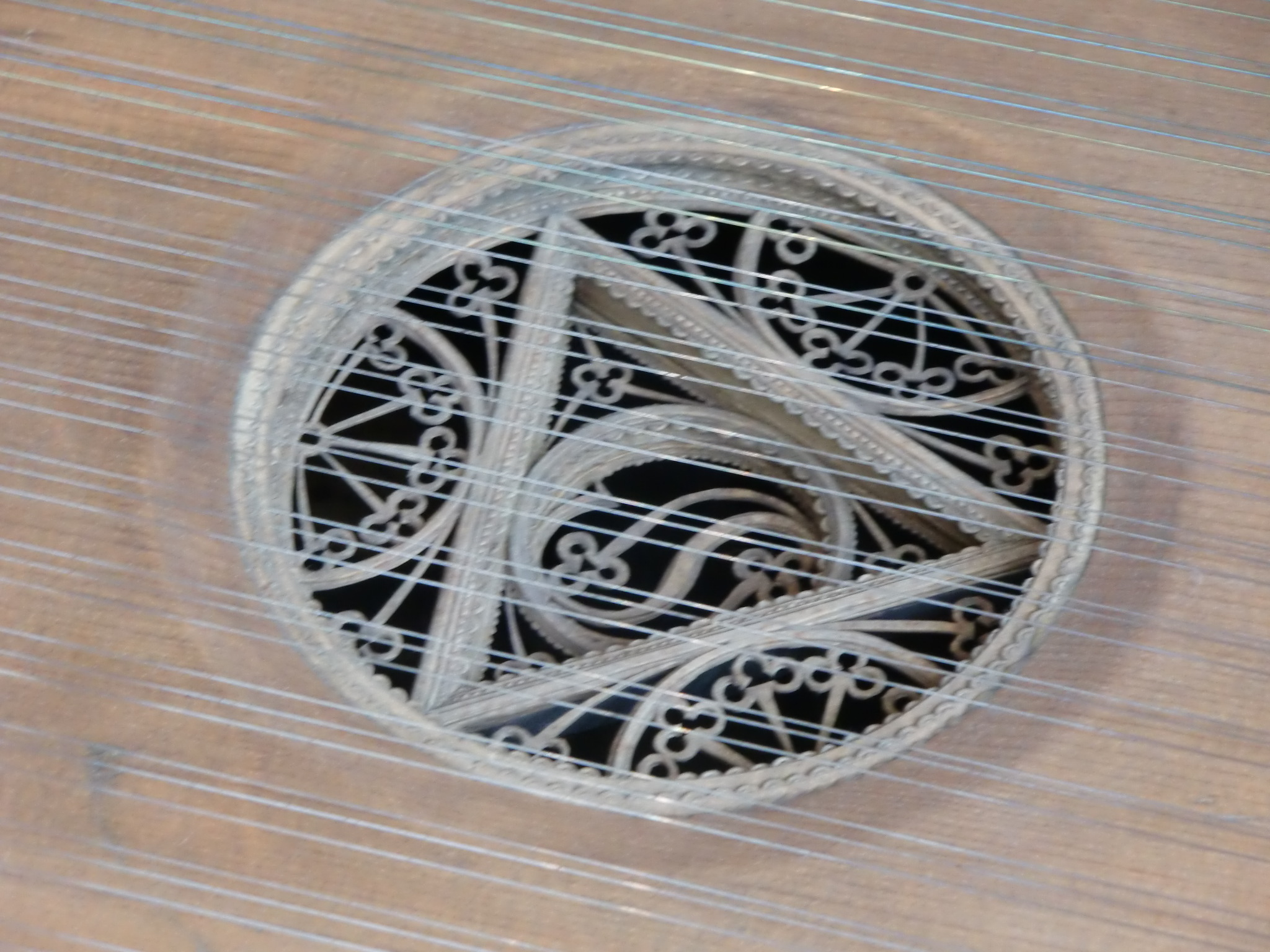
ローズ

弦の素材には真鍮、鉄、丹銅などが使われる。一般にスケールの短いタイプの楽器では全域で真鍮弦が用いられるが、長いスケールの楽器では高音域に鉄弦を用い、低音域に真鍮弦、さらに最低音域では丹銅弦が用いられる。
弦の一端（鍵盤から遠い側）は小さな輪を作りねじって止めたものを、ヒッチピン（図1-10）にかける。ヒッチピンはライナー（11）に打ち込まれている。もう一方はチューニングピン（図1-4）に巻き取り、適切な音高となるように調整する。チューニングピンは堅い木で作られたレストプランク（ピンブロックとも、図1-23）にねじ込まれている。近代的なピアノのような金属フレームを持たないチェンバロは、湿度の変化に弱く、調律が変動しやすいため、演奏者は演奏のみならず、自ら調律する技術も要求される。
弦はブリッジ（図1-9）を介して響板（サウンドボードとも、図1-14）を振動させる。響板とケースの構造体は、弦の振動を効率良く空気の振動へ変換し、音量を拡大する。
響板は一般的にトウヒやモミあるいはイトスギなどの針葉樹の木材の2～4mm程度の薄い板である。
イタリアのチェンバロの響板は、裏側全体がリブで補強されている物が多くあるが、フランドルのルッカース一族、及びその影響を受けた様式のチェンバロの響板は、リブがあるのは低音側手前の領域のみで、ブリッジの下にはリブを持たない。
通常、響板の低音側の手前の部分には、リュートやギターのように穴が開けられ、木や羊皮紙、または金属の装飾が嵌め込まれる、これをローズと呼ぶ。

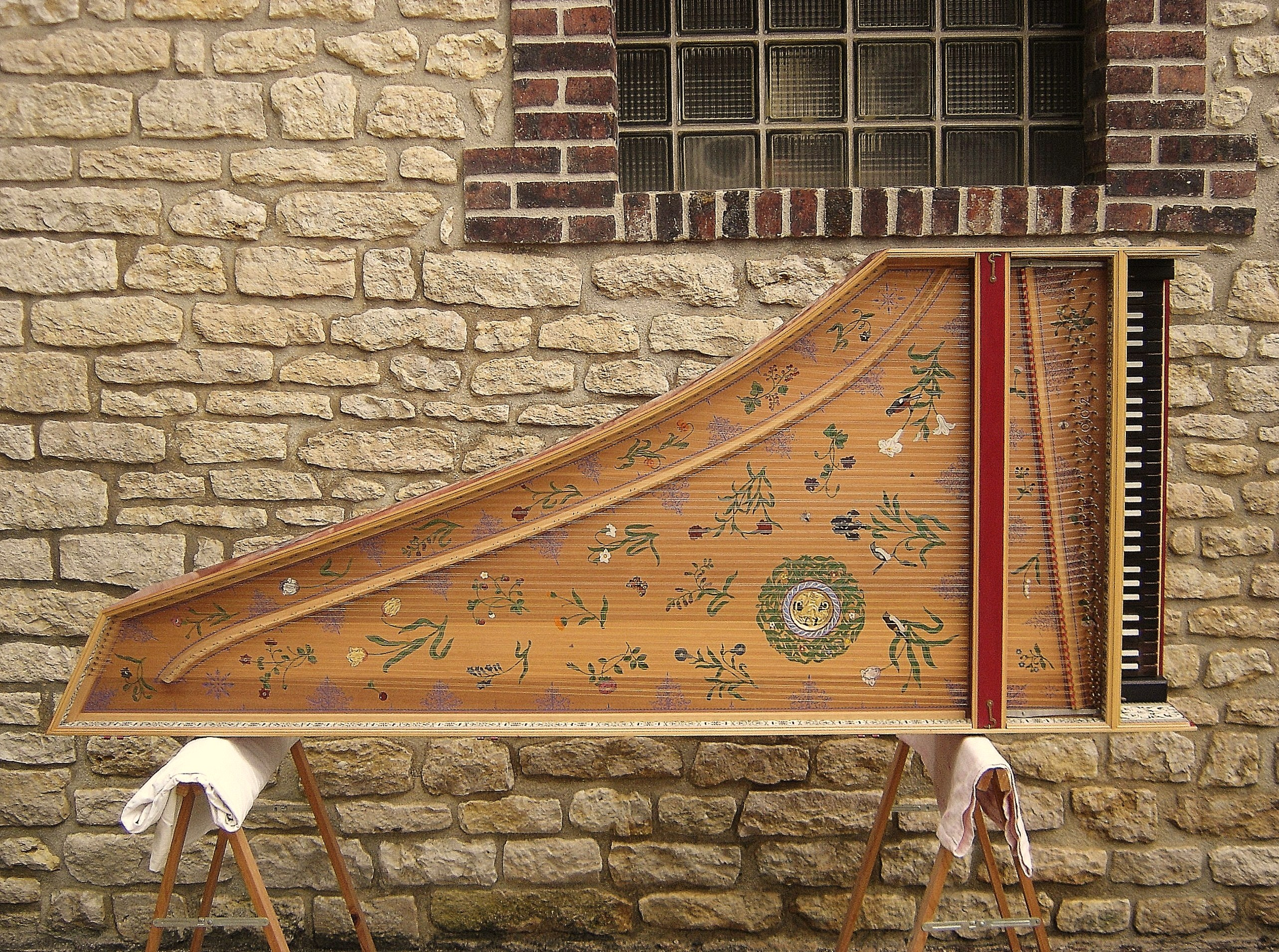
上面から見たチェンバロ

### ケース

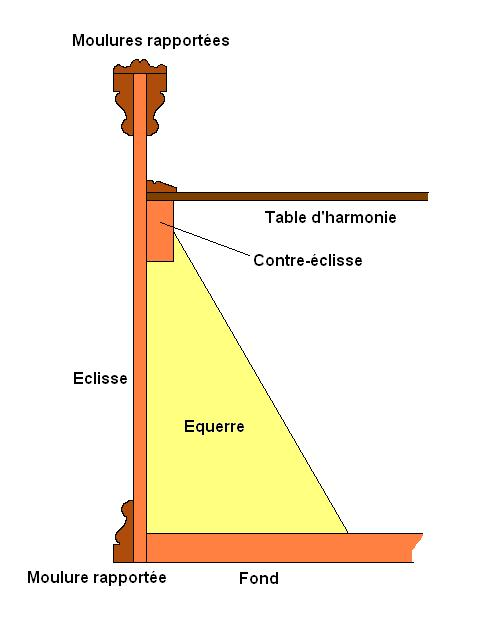
イタリアのチェンバロの構造

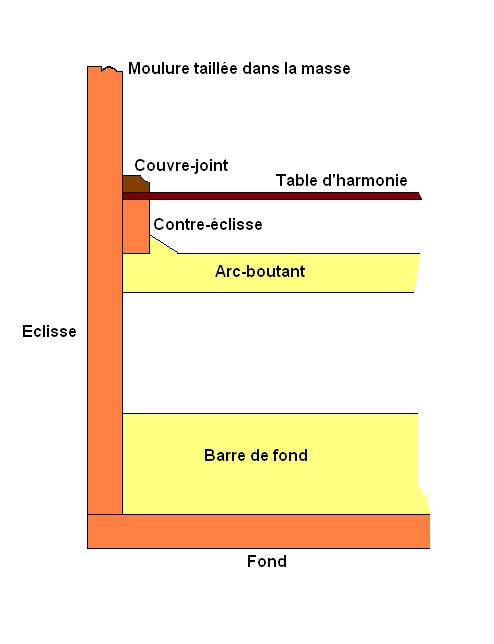
フランドルのチェンバロの構造

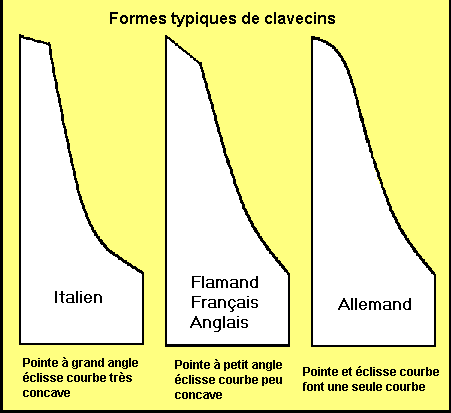
各様式に典型的なチェンバロの外形の模式図。左からイタリアン（先端が緩やかでベントサイドが深くくぼむ）、フレミッシュ／フレンチ／イングリッシュ（先端が鋭く、ベントサイドがより緩やかにカーブする）、ジャーマン（ベントサイドがそのまま先端部のカーブに連なる）

イタリアのチェンバロのケースは、底板を基礎とした構造で側板は薄い。製作は底板に次々に部品を取り付けていく方法で行われる。まず底板が用意され、その上に縁に沿って側板やライナーを支えるための三角形の板（ニー）が数枚立てた形で取り付けられる。数本の補強材（ボトム・ブレース）とローワー・ベリーレールが底板を横切って取り付けられ、アッパー・ベリーレールがローワー・ベリーレールの上に取り付けられる。ニーの上部にライナーが取り付けられ、ベントサイド側のライナーは、さらに底板にかけて斜めに補強材（アッパー・ブレース）が数本取り付けられる。そうしてできた骨格の周囲に側板が貼られる。
これに対し、フランドルのルッカース一族、及びその影響を受けた様式のチェンバロでは、厚い側板の枠組みがケースの構造の基礎となっている。まず側板とレストプランク、ベリーレール、ブレースを組んで外枠が作られ、響板を取り付けた後、最後に底板が取り付けられる。
以下の画像の楽器は18世紀フランス様式のものであり、後者に属する。
| 底板が取り付けられていない底面から見る、ケースの内部構造と各部の名称 |
| A : レストプランク B : ネームボード C : スパイン D : テール E : ベントサイド F : チークピース G : アッパー・ベリーレール H : ローワー・ベリーレール I : ボトム・ブレース J : アッパー・ブレース K : ライナー L : 響板 M : 4′ヒッチピン・レール N : カットオフ・バー O : リブ P : ローズ |
| 底面を下にした状態 |
| A : レストプランク B : ネームボード C : スパイン D : テール E : ベントサイド F : チークピース L : 響板 P : ローズ Q : 8′ブリッジ R : 4′ブリッジ S : ギャップ |

### レジスター

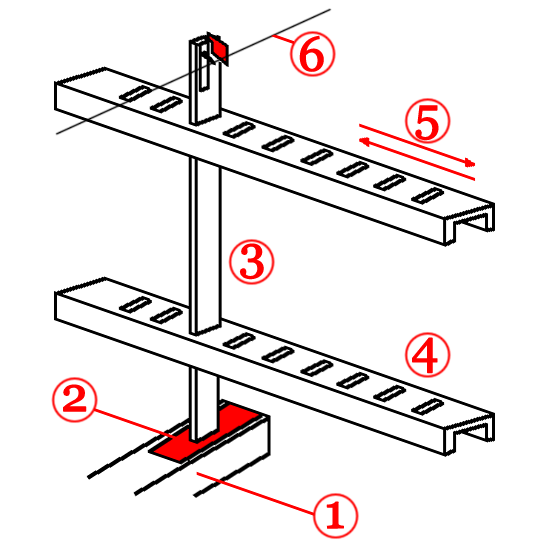
レジスターの原理、上のジャックガイドの位置によってプレクトラムが弦に触れるか触れないかを調節する。ジャックガイドの動く幅は約2mmである。(1) 鍵の端, (2) フェルト, (3) ジャック, (4) ローワー・ガイド, (5) アッパー・ガイド, (6) 弦

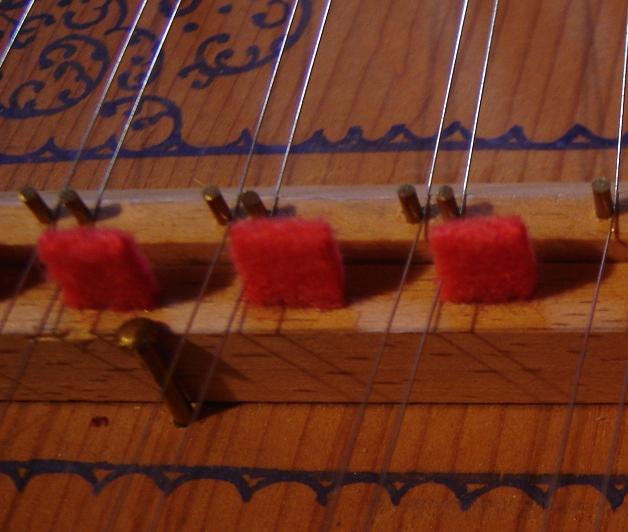
バフ・ストップ

チェンバロの音量は打鍵の強弱には殆ど依存しない。しかしチェンバロは音量、音色を段階的に切り替える仕組みを備えているものが多い。音色の選択機構および音色単位そのものを、オルガンの用語と同様に、レジスター、もしくはストップと呼ぶ。
音量の増加と音色の変化を得る方法として、複数の弦列を備えて、それらを共に鳴らすことが挙げられる。ピッチの異なる弦列を共に鳴らすことも行われる。
8フィート弦は通常のピッチの弦であり、これに対して4フィート弦はオクターヴ高く調律される。同様に、稀に用いられる16フィート弦はオクターヴ低く、2フィート弦は2オクターヴ高く鳴る。なお、これらの「フィート」という用語はオルガンの用語から来ており、実際の弦の長さとは関係ない。異なるピッチの音を共に鳴らすことで音色の変化を得るという方法はオルガンと共通のものである。
複数の弦列を共に用いる場合、プレクトラムが同時に弦を弾くようになっていると、タッチが重くなり演奏に支障を生じる。そのため各弦列の間で発音に僅かな時差が生じるように調節される、これをスタガリングと呼ぶ。またスタガリングにより、鍵盤を押す速さによって発音の集中の度合いが変化するため、タッチによる表現がより豊かになる。
音色の違いは、プラッキング・ポイントの違いによっても得られる。ナットに近い位置で弾くほど、倍音が強調され、鼻にかかった、明るく細い音になる。同じピッチでプラッキング・ポイントの異なるレジスターを持つ場合、相対的にナットに近いところを弾くものを「フロント」と呼び、ナットから遠いところを弾くものを「バック」と呼ぶ。特にナットに近い位置を弾くレジスターとしてナザールがある。
その他、弦のナット近くに革やフェルトを接触させて振動を抑えることでピッツィカート的な音にするバフ・ストップ、プレクトラムに揉み革を用いて柔らかい音を出すポー・ド・ビュフル などがある。
レジスターの選択は、上のジャックガイドを少し横に動かし、プレクトラムが弦に触らないようにして、「除音」の状態にすることで実現される。バフ・ストップの場合は、革やフェルトの小片の並んだレールを横に動かして接触を切り替える。
レジスターの操作は、一般に直接あるいはレバーを介してジャックガイドを手で動かして行うため、レジスターを切り替えるためには鍵盤から手を移動させなければならないが、18世紀後期には膝レバーやペダルでレジスターを操作する機構を持つ楽器も作られた。
楽器に複数の鍵盤を備えることで、鍵盤ごとに異なる音量、音色を持たせ、それらを対比して用いる演奏が可能となる。
複数の鍵盤を持つ場合、上下鍵盤のレジスターを結合する機構を備えることが一般的である。これには主に2種類あり、一つは、引き出し型カプラーで、上鍵盤が前後にスライドするようになっている。上鍵盤を奥に入れることによって、下の段の鍵盤に取り付けられた垂直方向のクサビ状の突起が上の段の鍵盤の端の下に入る。この状態で下段鍵盤を操作すると同時に対応する上段鍵盤が連動する（逆に上段を操作しても下段鍵盤は連動しない）。鍵盤とカプラーの位置の選択によって、奏者は図5におけるジャックA、BとC、および3つ全てという選択肢を得る。

図5：引き出し型カプラー。左：非連結状態。上鍵盤はジャックAを持ち上げ、下鍵盤はジャックBとCを持ち上げる。右：上鍵盤を奥に入れることによって上下の鍵盤が連結された状態。上鍵盤はジャックAを持ち上げ、下鍵盤はジャックA、B、Cを全て持ち上げる。

もう一つは、ドッグレッグ・ジャック（英：dogleg jack）と呼ばれるもので、上鍵盤は「犬の足」（ドッグレッグ）型のジャック（図6-A）のくぼみにもぐりこんでおり、下鍵盤を操作しても上鍵盤を操作してもジャックAは動く。カプラー式のように下鍵盤からジャックAを使用する際に上鍵盤を介する必要がないが、ジャックAの使用を上鍵盤に限定することは出来ない。

図6：ドッグレッグ・ジャック。上鍵盤は「ドッグレッグ」ジャック（ジャックA）を持ち上げ、下鍵盤はジャックA、B、C全てを持ち上げる。

これらの機構により、下鍵盤の強音と上鍵盤の弱音の対比を効果的に行うことができる。
ルッカース一族の楽器にみられる二段鍵盤は、上述のような対比型二段鍵盤とは異なり、上下鍵盤が四度ずれた配置で同一の弦を弾くもので、移調に使われたと考えられている。

### 鍵盤と音域
イタリアやフランドルのチェンバロの鍵盤は、現代のピアノと同じくナチュラル・キーが白ないし明るい木材の色でシャープ・キーが黒いが、フランスでは逆にナチュラル・キーが黒くシャープ・キーが白い鍵盤が好まれた。ドイツのチェンバロやモダン・チェンバロにも白黒の逆転した配色の鍵盤が見られる。
チェンバロの鍵盤は一般に現代のピアノの鍵盤よりも奥行きが短い。これは当時の親指をくぐらせない運指に関係している。鍵の横幅はイタリアやフランドルのチェンバロでは3オクターヴで約500mm程度で現代のピアノに近いが、フランスのチェンバロの鍵は横幅が狭く、18世紀フランスの典型例は3オクターヴで約477mmである。
16世紀のイタリアのチェンバロはC/E-f3かC/E-c3（ショート・オクターヴを参照）の音域のものが一般的で、前者のほうが優勢であった。その後17世紀には逆にC/E-c3が主流となる。これはC/E-f3の最高音域は元々通常の演奏には要求されず、演奏に変化を与えるために用いていたものが、後にその演奏習慣が廃れたためと考えられる。17世紀半ばから最低音がGGのものが普及し、18世紀には再び最高音がf3に達して、FF,GG,AA-f3やGG,AA-f3のものが見られるようになった。しかしながらC/E-c3のものも依然として製作された。エンハーモニック鍵盤と呼ばれる、異名同音を弾き分けるための分割されたシャープ・キーを持つチェンバロは、特に16世紀から17世紀初期のイタリアで多く作られた。
ルッカースの一段鍵盤のチェンバロの音域は殆どがC/E-c3であるが、ショート・オクターヴではない半音階の低音を持つものもわずかながら製作された。二段鍵盤の楽器は一般に下鍵盤にC/E-f3、上鍵盤にC/E-c3の鍵盤を有し、両鍵盤は最高音で揃えられて同一の弦を共有している。したがって上鍵盤に対して下鍵盤のピッチは四度低い。より音域の広い、下鍵盤がGG-c3、上鍵盤がF-f3で、同様に両鍵盤を最高音で揃えた二段鍵盤の楽器も作られた。この場合は逆に下鍵盤に対し上鍵盤のピッチが四度低い。
17世紀のフランスのチェンバロの音域はGG/BB-c3が一般的である。ショート・オクターヴによって欠ける変化音のために、最低音域の鍵のいくつかを前後に分割したものもある。
18世紀の前半にはGG-e3やFF-e3が普及し、1760年頃から18世紀末のチェンバロの衰退に至るまでFF-f3（61鍵）がフランスのチェンバロの標準となった。後期の楽器の中には、おそらく視覚的なバランスを取るためにさらにEEを加えたものもある。
18世紀のイギリスのカークマンとシュディのチェンバロの音域はFF,GG-f3が一般的であり、おそらく視覚的に左右対称にするためにFF#を欠いている。1780年頃以降は通常通りFF#が含まれるようになった。カークマンの5オクターヴより広い音域の楽器は、1772年のFF-c4の二段鍵盤の楽器1台のみが知られるが、シュディはCC-f3の楽器を定期的に製作し、 1765年から1782年までの日付を持つ12台が現存している。

## 他の撥弦鍵盤楽器
ヴァージナル、スピネットなども、チェンバロと同様の発音原理による鍵盤楽器である。ただし、チェンバロ、ヴァージナル、スピネットといった名称は、歴史的には曖昧に用いられており、厳密に区別することは難しい。

### ヴァージナル

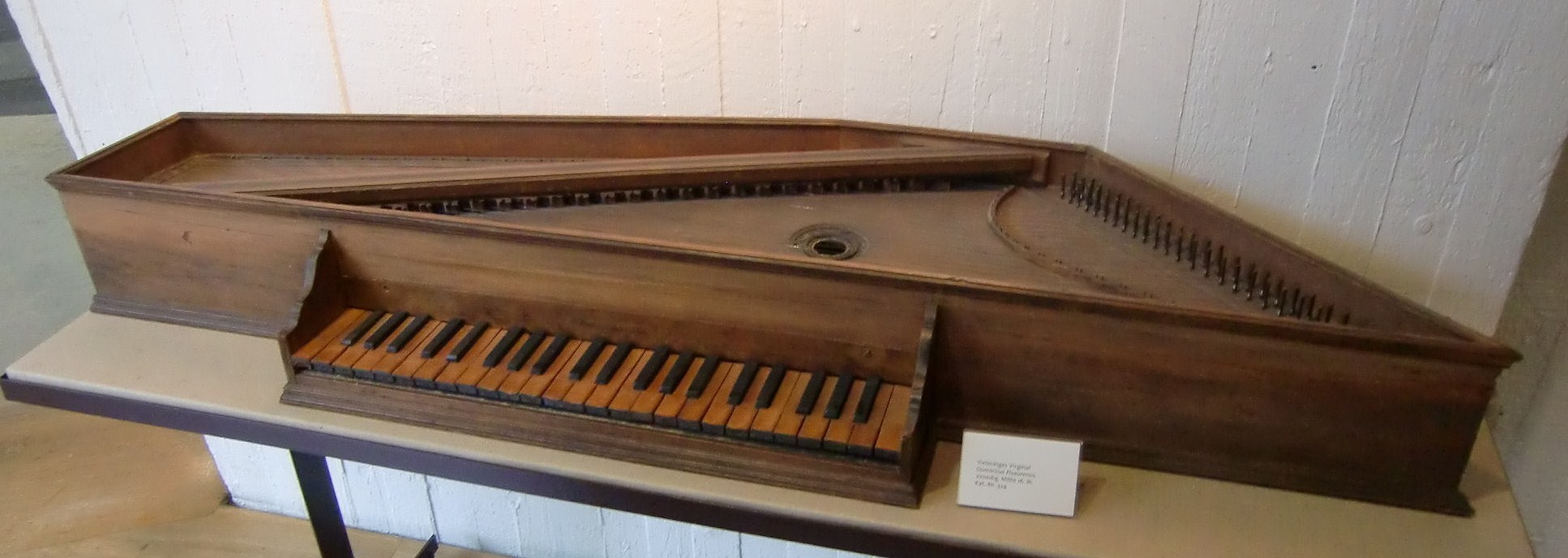
イタリアのドミニクス・ピサウレンシスのヴァージナル（16世紀中頃）

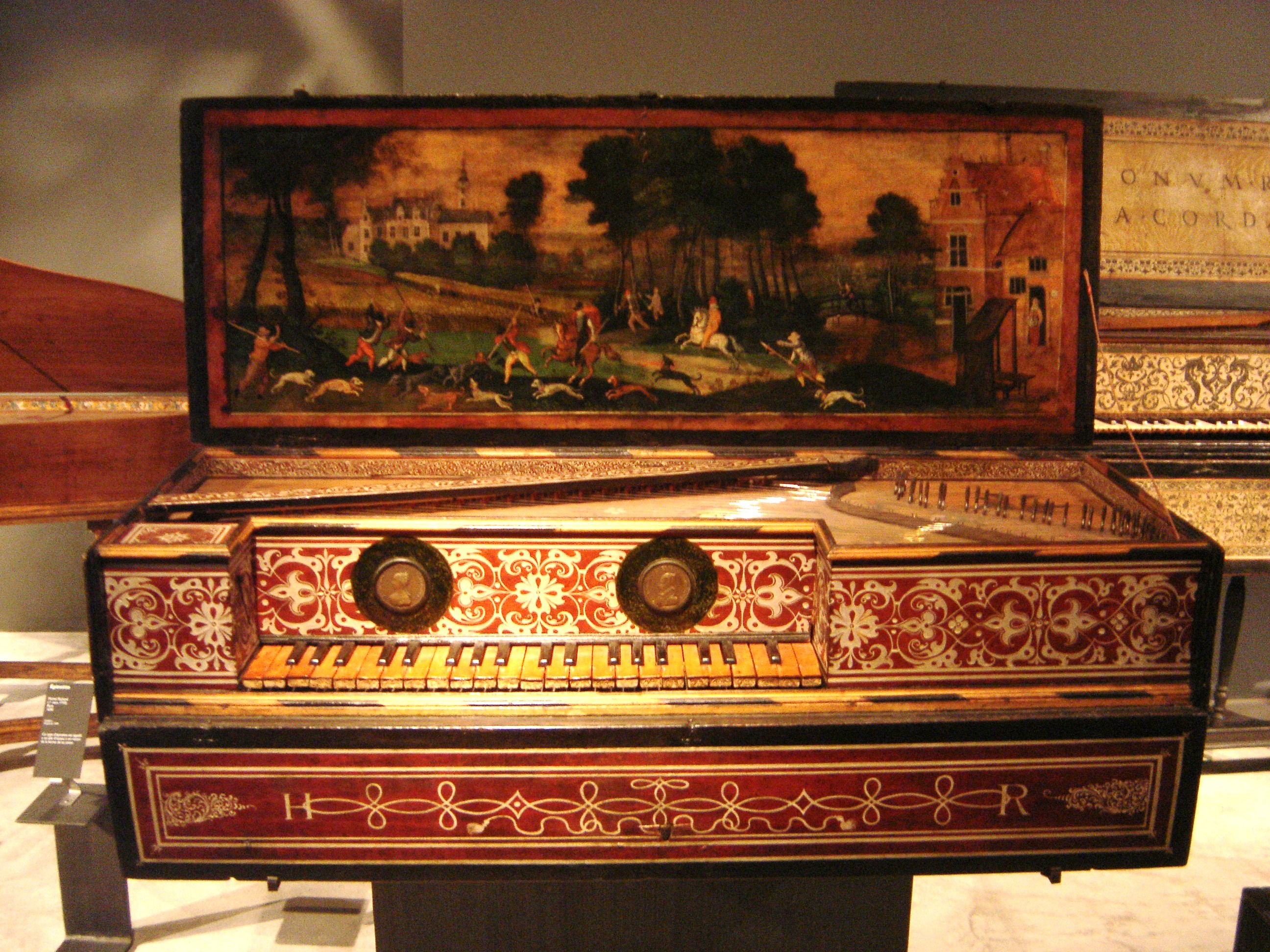
フランドルのハンス・ルッカースのスピネット型ヴァージナル（1583年）

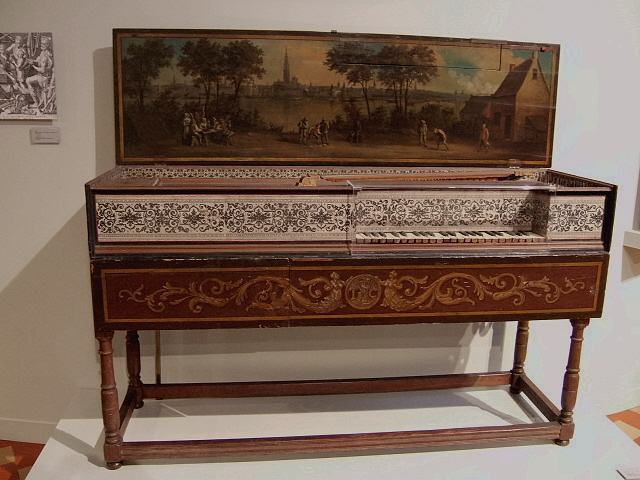
フランドルのヨハネス・クーシェのミュゼラー型ヴァージナル（1650年）

ヴァージナル（英: virginal [virginals], 独: Virginal）は小型の撥弦鍵盤楽器で、弦が楽器の長辺および鍵盤と平行に張られているものを指す 。 特に長方形の楽器を指すこともある。一般に弦は一組のみで、手前に低音、奥に高音の弦が張られる。そのため鍵の全長は低音で短く、高音で長い。
ヴァージナルという語は1460年頃のプラハのパウルス・パウリリヌスによる記述に最初に見られる。語源に関しては様々な説があるが確かなことはわからない。
ヴァージナルという語の指し示す範囲はしばしば曖昧である。エリザベス朝の頃のイギリスでは virginal という語は撥弦鍵盤楽器全般を指していた。イタリアの多角形のヴァージナルはスピネットと呼ぶことが多い。イタリア語には本来ヴァージナルという語は存在せず、spinetta や arpicordo と呼ばれていた。
イタリアのヴァージナル（あるいはスピネット）は、長方形、あるいは多角形のケースで、突き出た形の鍵盤を持つものが多い。
フランドルのヴァージナルは、鍵盤が本体の左側に位置するスピネット型と、右側に位置するミュゼラー型（muselar, muselaar）に分けられる。どちらも一般に長方形で鍵盤が窪んだ場所に位置し本体から突き出ない。
イタリアのヴァージナルやフランドルのスピネット型のヴァージナルでは弦を弾く位置が通常のチェンバロに近いが、ミュゼラーでは全域で弦の中央に近い所で弾かれる。このことにより、基音が強く倍音の弱い、独特の太くて暖かい音質を持つ。しばしば倍音を補うためにアルピコルドゥムという金属片によってざわざわした音を付加する装置がテノールからバスの音域に付けられる。ミュゼラーでは中低音域のアクションは楽器の響板の真ん中に置かれるため、この音域を弾くときの打鍵音が増幅される問題がある。加えて、弦の中央付近で弾くために、まだ響いている弦の動きがプレクトラムが再度弦に触れることを難しくしてしまい、低音部の連打が難しい。このようなことから、ミュゼラーは複雑な左手のパートを持たない、旋律と和声の組合わせのような曲に向いているとされる。ミュゼラーは16、17世紀には人気があったが、18世紀にはあまり使われなくなった。18世紀のある評論家は、ミュゼラーは「低音部では若い豚のようにブーブー言う」と評している (Van Blankenberg, 1739)。
フランドルでは大小2台のヴァージナルを組み合わせたダブル・ヴァージナルも作られた。

### スピネット

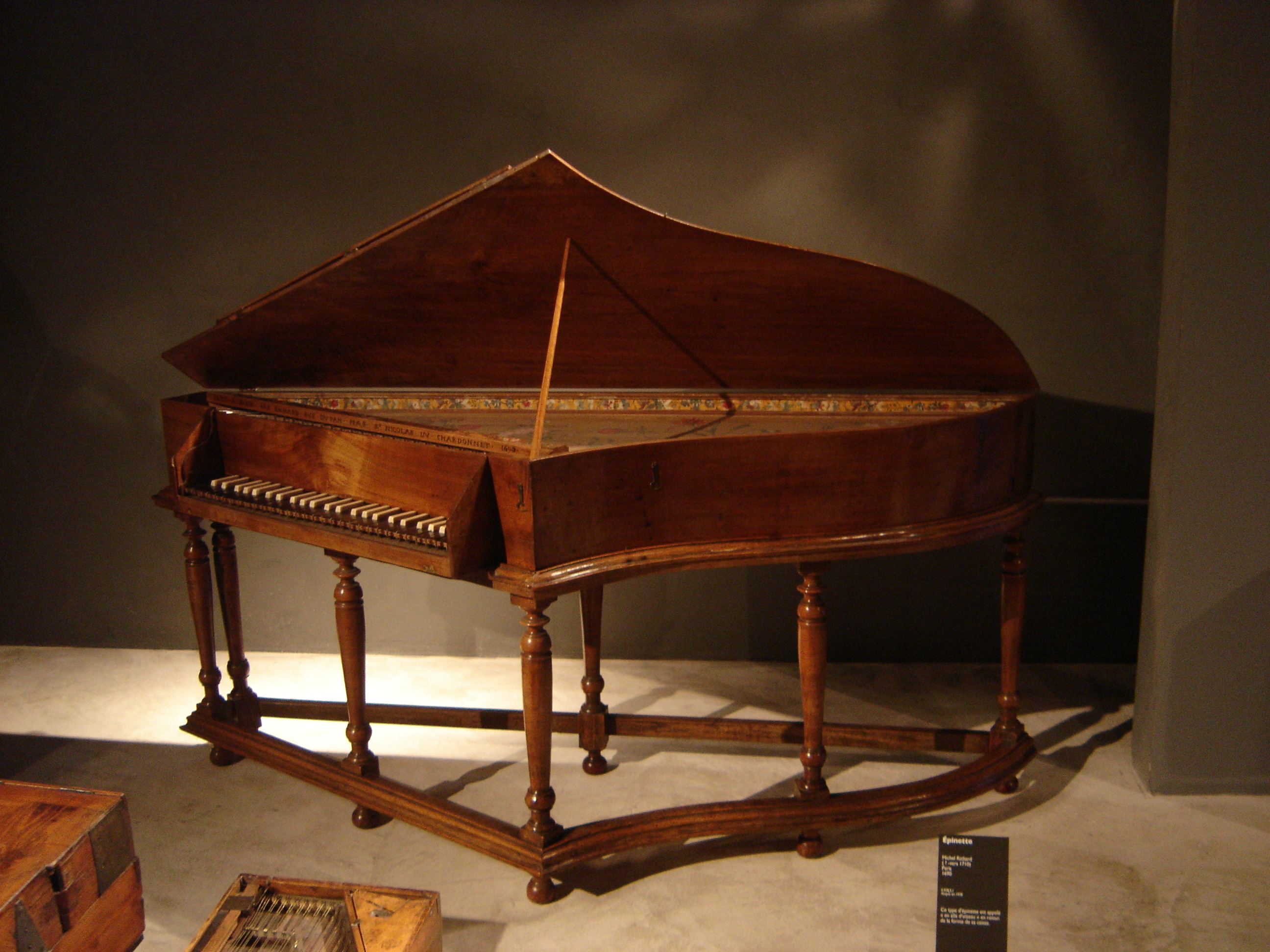
フランスのミシェル・リシャールのスピネット（1675年頃）

スピネット（英: spinet, 仏: épinette, 独: Spinett, 伊: spinetta, 西: espineta）は小型の撥弦鍵盤楽器で、弦が鍵盤に対して斜めに張られているものを指す  。一般に弦は一組のみで鍵盤も一段のみである。典型的にはおおよそ三角形の形状で右側板が湾曲している「ベントサイド・スピネット」を指す。ベントサイド・スピネットは特に18世紀のイギリスでヴァージナルに代わる家庭用鍵盤楽器として普及した。
ヴァージナルと同じくスピネットという語の指し示す範囲もしばしば曖昧である。イタリアでは小型の撥弦鍵盤楽器全般を指して spinetta という語が使われた。フランスでは épinette という語はイギリスにおける virginal と同様に撥弦鍵盤楽器全般に対して用いられた。

### クラヴィツィテリウム
クラヴィツィテリウム (clavicytherium) は響板と弦が垂直に、奏者の顔の前にくるように立てられた楽器である。同様の省スペース原理は、後のアップライトピアノでも用いられることとなった。興味深いことに、現存最古のチェンバロはクラヴィツィテリウムである。クラヴィツィテリウムはチェンバロの主流とはならなかったが、その後も散発的に製作され続けており、18世紀にはフランドルのアルベルトゥス・ドゥランによって優れたクラヴィツィテリウムが製作されている。

### オッタヴィーノ
4フィート弦のみを持つ、1オクターヴ高いピッチの小型の楽器もあり、オッタヴィーノ (ottavino) と呼ばれる。

### クラヴィオルガヌム

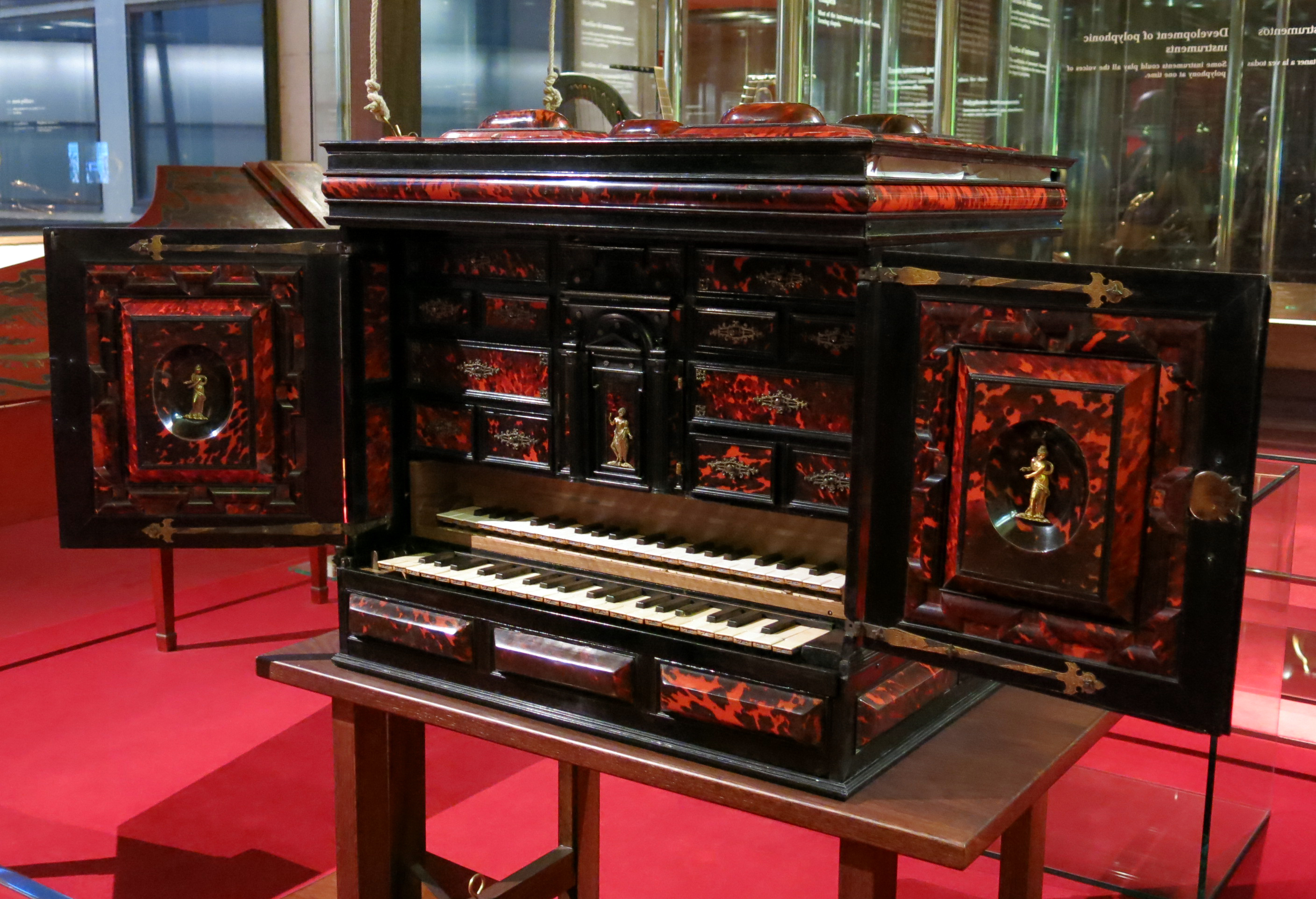
ニュルンベルクのロレンツ・ハウスライプのクラヴィオルガヌム（1590年頃）

クラヴィオルガヌム (claviorganum) はチェンバロやヴァージナルをオルガンと組み合わせ、両方の音を同時に鳴らすことのできる複合楽器であり、ヨーロッパ各地で製作された。

## 歴史

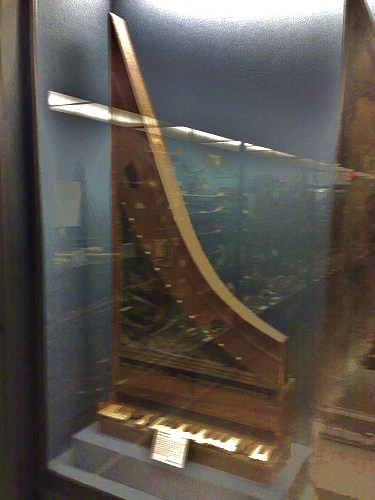
現存する最古のチェンバロ。1480年頃作られた作者不明のクラヴィツィテリウム。

1397年のパドヴァの法律家による、ヘルマン・ポールという人物がクラヴィチェンバルムと呼ばれる楽器を発明したと主張している、という記述がチェンバロについての最古の記述である。
1425年のドイツのミンデンの大聖堂の祭壇の彫刻にはチェンバロとこれを奏する人が確認できる。
1440年頃にはアンリ・アルノー・ド・ズヴォレがチェンバロとその発音機構の詳細な図面を残している。
現存する最古のチェンバロは、1480年頃おそらくドイツのウルムで作られたクラヴィツィテリウムで、ロンドンの王立音楽大学に保存されている。
製作者名と製作年代の分かる最古のチェンバロは、1515年から1516年にフィレンツェのヴィンチェンティウスによって作られたものであり、次に1521年のボローニャのヒエロニムスによるものが続く。イタリアのチェンバロの側板は薄く、ケースの外形は細長い。イタリアでは多少の変化がありながらも、18世紀末まで独自の様式のチェンバロ製作の伝統が維持された。1700年頃イタリアのバルトロメオ・クリストフォリがピアノを発明したが、ピアノは当時のイタリアでは大きな影響を与えることがなかった。
アルプスから北では1537年にライプツィヒのミュラーによる作例が存在する。薄い側板のケースはイタリアの楽器と同様であるが、ずんぐりとした外形や、ボックス・スライドではない2枚構成のジャックガイドはイタリアの楽器に見られない特徴である。
このような北ヨーロッパの初期のチェンバロは、かつてはイタリアの楽器から派生したものと考えられたが、現在はむしろイタリアのチェンバロ製作の伝統が北ヨーロッパに起源を持つ可能性が高いと考えられている。
フランドルでは16世紀末から17世紀前半にかけてアントウェルペンのルッカース一族がチェンバロの製作において成功を収めた。ルッカースのチェンバロはイタリアのものより厚い側板が用いられている。
ルッカースの楽器は高く評価され、後にしばしば改造を施されながらも各地で使われ続けた。そして他の地域のチェンバロ製作にも大きな影響を与えた。
ルッカースのチェンバロが各地に輸出される一方で、北ヨーロッパの他の地域ではルッカース以前からの北ヨーロッパの在来の様式によるチェンバロが製作されていたが、
その後、18世紀のフランスでは、ルッカースに倣ったチェンバロが作られるようになり、18世紀フランス様式のチェンバロはフランドル様式の構造を受け継ぎながら、より広い音域と優美な音色を持つことになった。有名な製作者としてはブランシェ一族やパスカル・タスカンなどが挙げられる。
18世紀のイギリスでもカークマンやシュディの工房においてルッカースの影響を受けたチェンバロが製作された。カークマンとシュディのチェンバロの音はフランスの楽器に比べ繊細さに欠けるが華麗で力強い。
チェンバロは18世紀後半から、より強弱表現に長けるピアノに徐々に人気を奪われ、19世紀中は殆ど演奏されることがなくなり、楽器製作の伝統も途絶えた。
19世紀末から古楽演奏のためにチェンバロが復興され、当時のピアノ製作の技術を応用してチェンバロの改良が試みられた。このような楽器は現在ではモダン・チェンバロと呼ばれ、伝統的な製法のチェンバロとは区別される。
1860年代半ばにフランスのピアニスト、ルイ・ディエメがリサイタルにチェンバロの演奏を取り入れた。彼は1769年製のパスカル・タスカンのチェンバロを主に用いた。
1882年にこの楽器は修復され、その後パリのエラール社が借り受けて研究した。
プレイエル社もタスカンの楽器を研究し、両社とも1889年のパリ万国博覧会にチェンバロを出品した。
ドイツでは通称「バッハ・チェンバロ」と呼ばれる楽器 がチェンバロ復興の参考にされた。この楽器の、下鍵盤に16′と8′、上鍵盤に8′と4′という歴史的なチェンバロでは特殊なレジスター構成が理想的なものとされ、モダン・チェンバロに大きな影響を与えた。 1899年にベルリンのヴィルヘルム・ヒールによってこの楽器に基づいたチェンバロが製作されている。
1912年にワンダ・ランドフスカの構想によりプレイエル社が近代的なコンサートホールでの演奏に向けた新型のチェンバロを開発した。
この楽器は、鉄製のフレームを持ち、太い弦が高い張力で張られ、響板の補強法はグランド・ピアノとほぼ同じで、ケースも頑丈に作られていた。下鍵盤に16′、8′、4′、上鍵盤に8′の構成で、レジスターは7本のペダルで操作された。プレイエル社の楽器はドイツのチェンバロ製作にも影響を及ぼし、幾つかのメーカーはプレイエル型のレジスター構成や鉄製フレームを採用した。
1930年ごろからドイツのチェンバロ製作は再び「バッハ」型のレジスター構成に戻り、鉄製フレームは用いられなくなったが、依然としてそれは歴史的な楽器とは大きく異なるものであった。
ノイペルト、ヴィトマイヤー、シュペアハーケ、アンマー、ザスマンなどのメーカーにより製造されたモダン・チェンバロは世界各地に輸出され、演奏家や聴衆の一般的なチェンバロのイメージとなった
一方で20世紀半ば頃からフランク・ハバード、ウィリアム・ダウド、マルティン・スコヴロネックなどの製作家により歴史的なチェンバロの研究がなされ、伝統的製法の再現が試みられた。彼らの作る楽器は高い人気を博し、他の多くの製作家たちも歴史考証的な楽器の製作に転じた。現在では歴史考証的な楽器が主流となり、ルネサンス・バロック期の音楽を演奏する際に、モダン・チェンバロを用いることは殆ど無い。一方、モダン・チェンバロを前提とした音楽作品、例えば、フランシス・プーランクの「クラヴサンと管弦楽のための田園のコンセール」などはモダン・チェンバロで演奏するのが妥当とされる。

## 様式

### イタリア
イタリアのチェンバロは、底板を基礎として支持材を組み、約4～6mm程度の薄い側板を貼り合わせた構造をとっている。ケースの素材には主にイトスギ材が用いられた。一般にこの薄手の本体は、より頑丈なアウターケースに収納された。後に単一の厚手のケースを持つ楽器も現れたが、外見上は従来通りアウターケースの中にインナーケースが納められているかのように装飾がほどこされた。これを「フォルス・インナー・アウター」（偽インナー・アウター）と呼ぶ。
弦長は全音域の5/6程度までオクターヴごとに倍になる自然な比率に従っている。そのためベントサイドは深く窪み、外形は細長い。鍵盤は一段鍵盤が一般的である。弦列は16世紀には1×8′または1×8′、1×4′の構成が一般的であったが、17世紀以降は2×8′が主流となった。これは通奏低音の演奏に適応したものと考えられる。16世紀の楽器や文献は、高音域で鉄弦が使用されたことを示唆しているが、17世紀以降は全域で真鍮弦を使用することが一般的となった。ジャックガイドは上下2枚構成ではなく、ボックス・スライドと呼ばれる単一の厚みのあるものが用いられる。レストプランクの幅は高音域で狭く、ジャックの列は斜めに並ぶ。響板の裏側は、数本のリブがブリッジの下を横切って取り付けられることが多い。イタリアのチェンバロの音質は、減衰が早く、歯切れの良い音が特徴である。

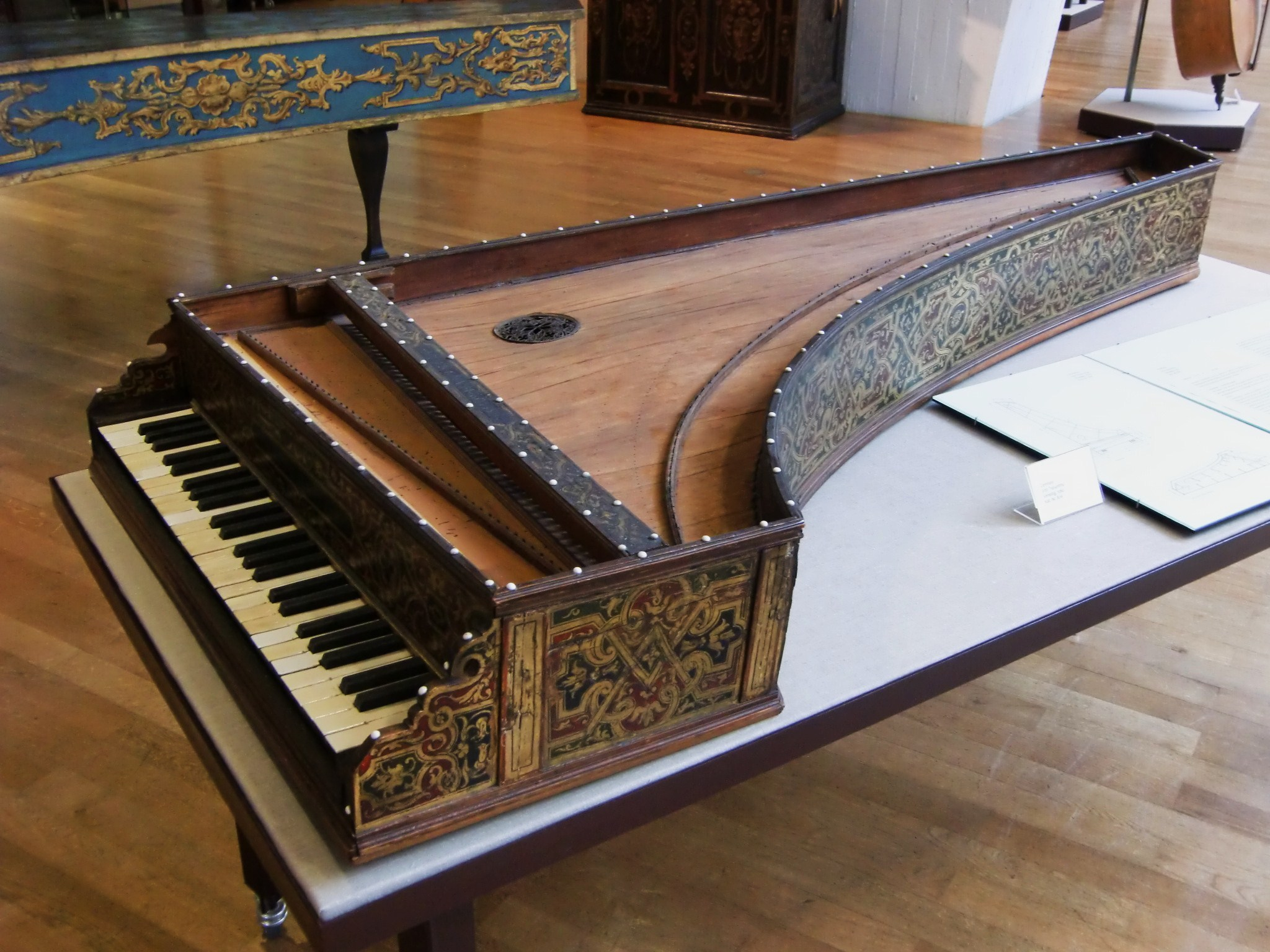
ヴィト・トラズンティーノのチェンバロ（1560年）
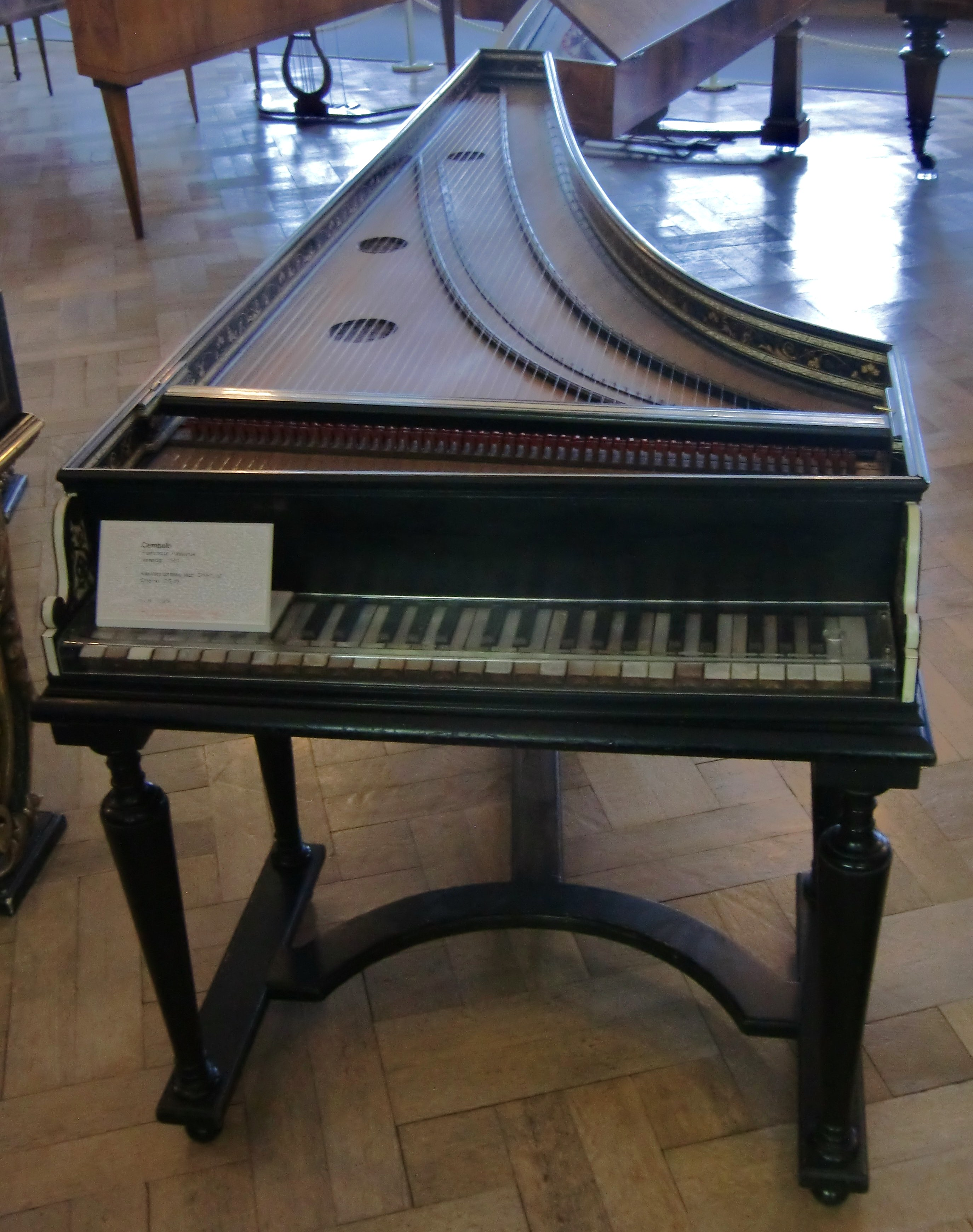
フランシスクス・パタヴィヌスのチェンバロ（1561年）
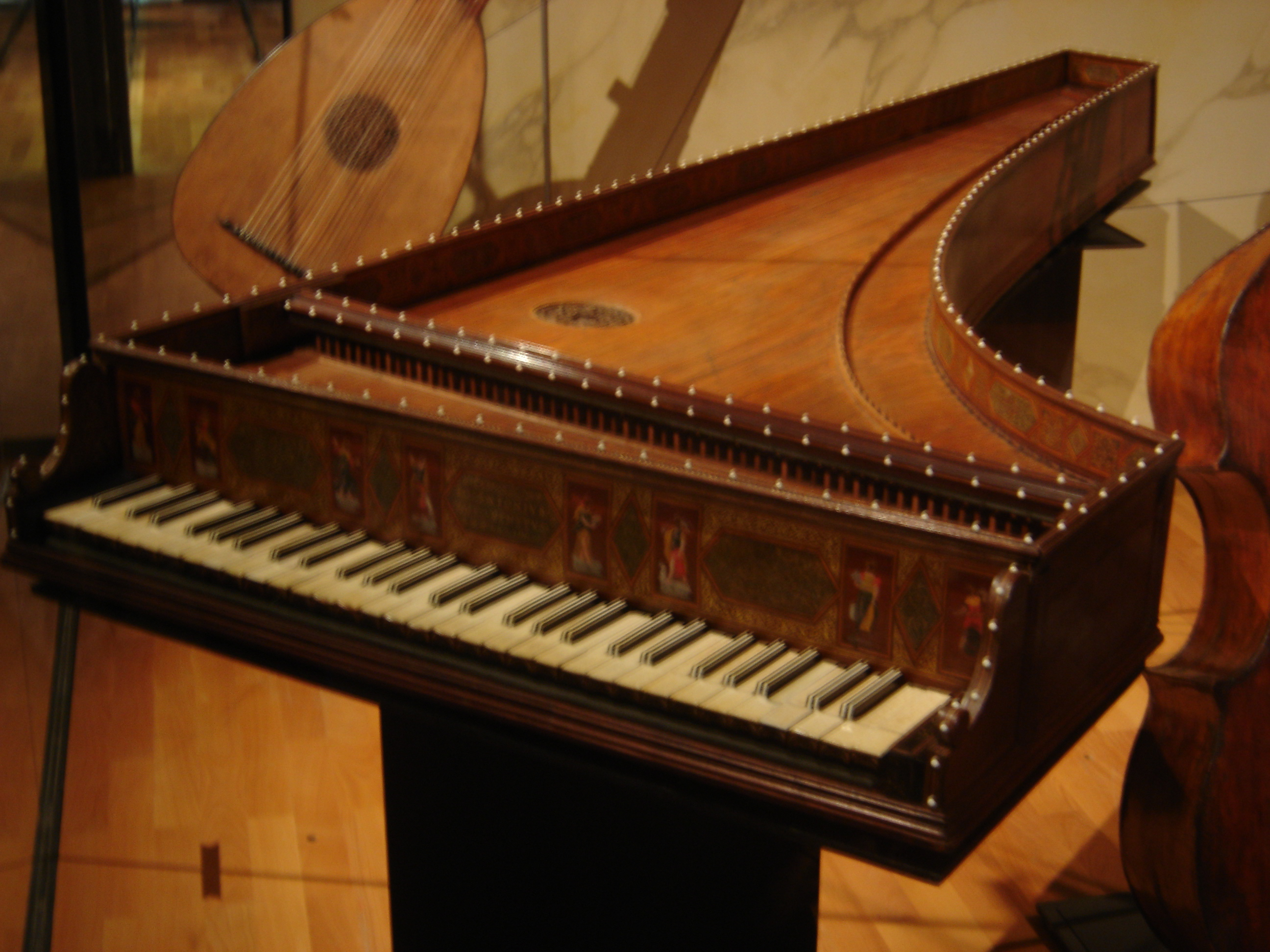
ジョヴァンニ・アントニオ・バッフォのチェンバロ（1579年）
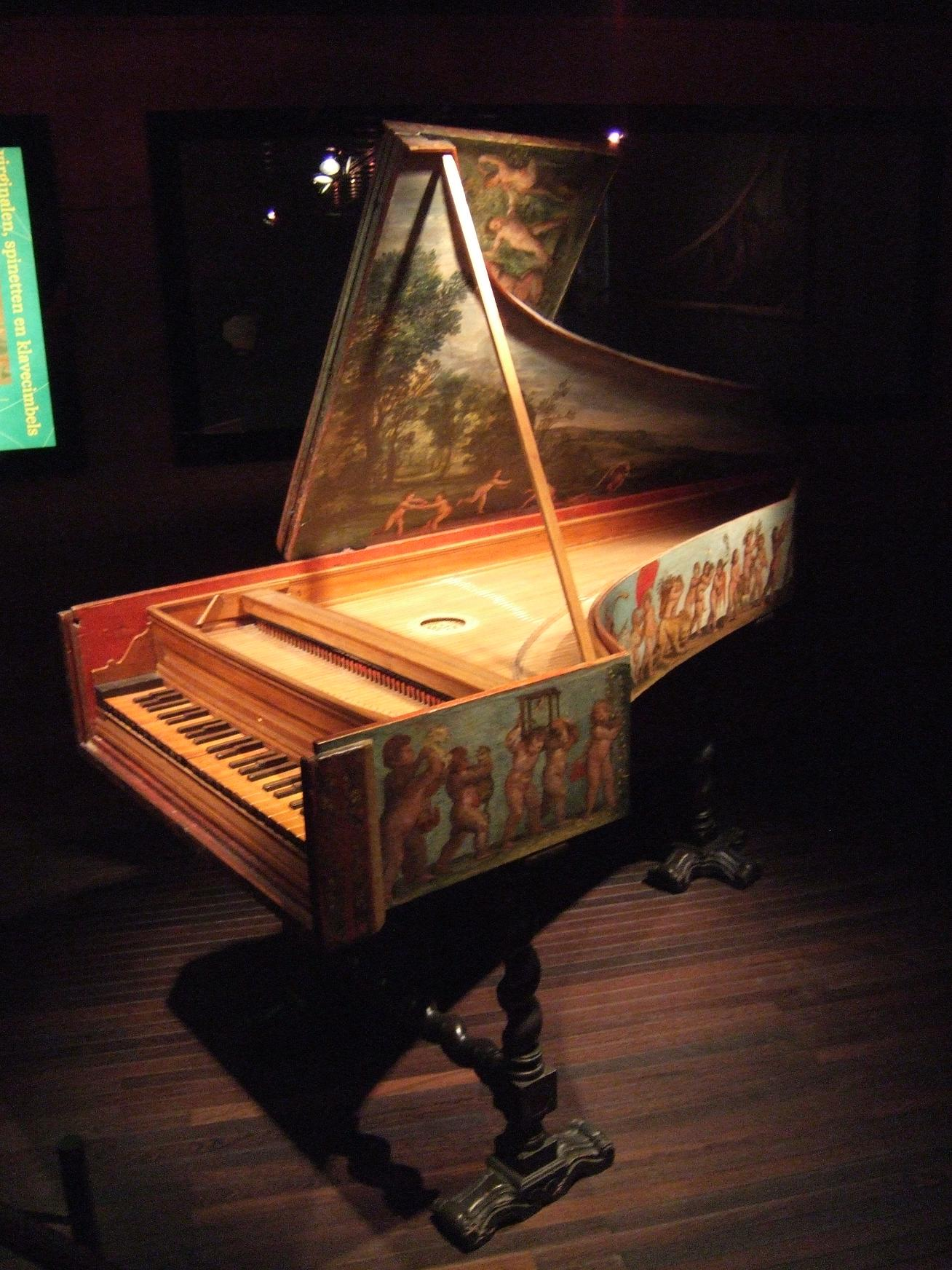
ジョヴァンニ・バッティスタ・ボニのチェンバロ（1619年）
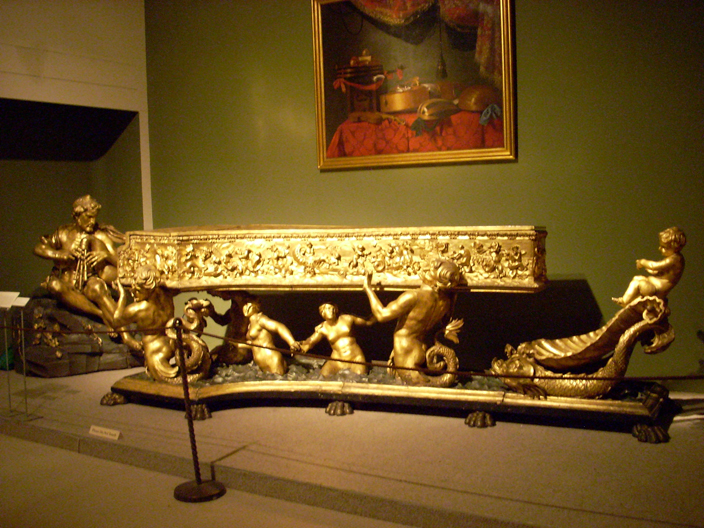
ミケーレ・トディーニのチェンバロ（1670年頃）
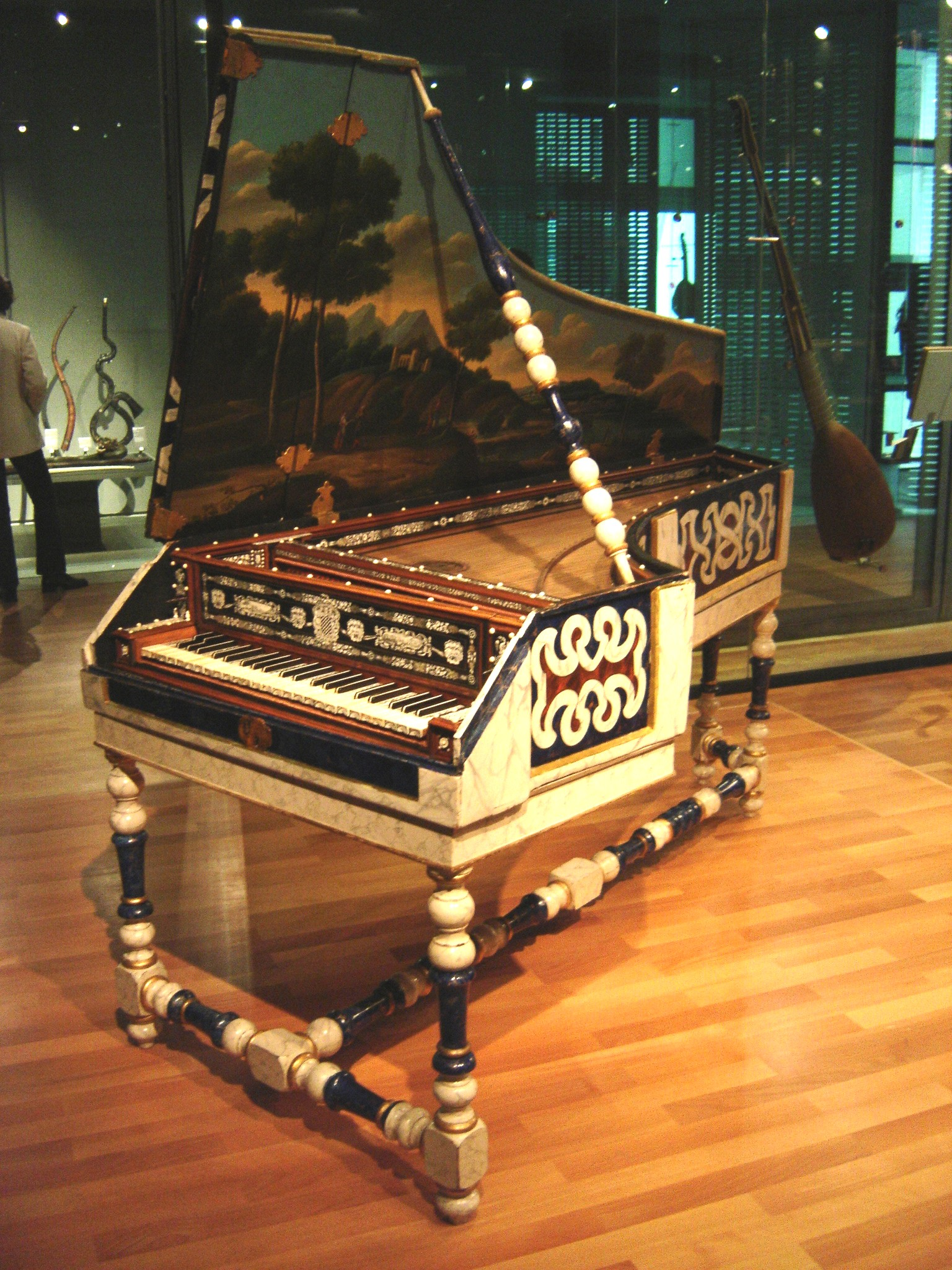
ピエトロ・ファビのチェンバロ（1677年）
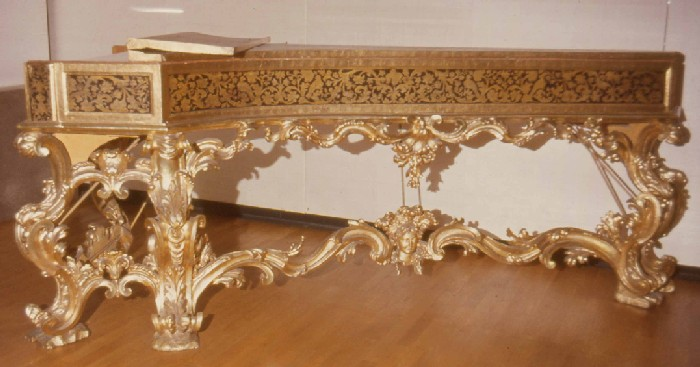
カルロ・グリマルディのチェンバロ（1697年）
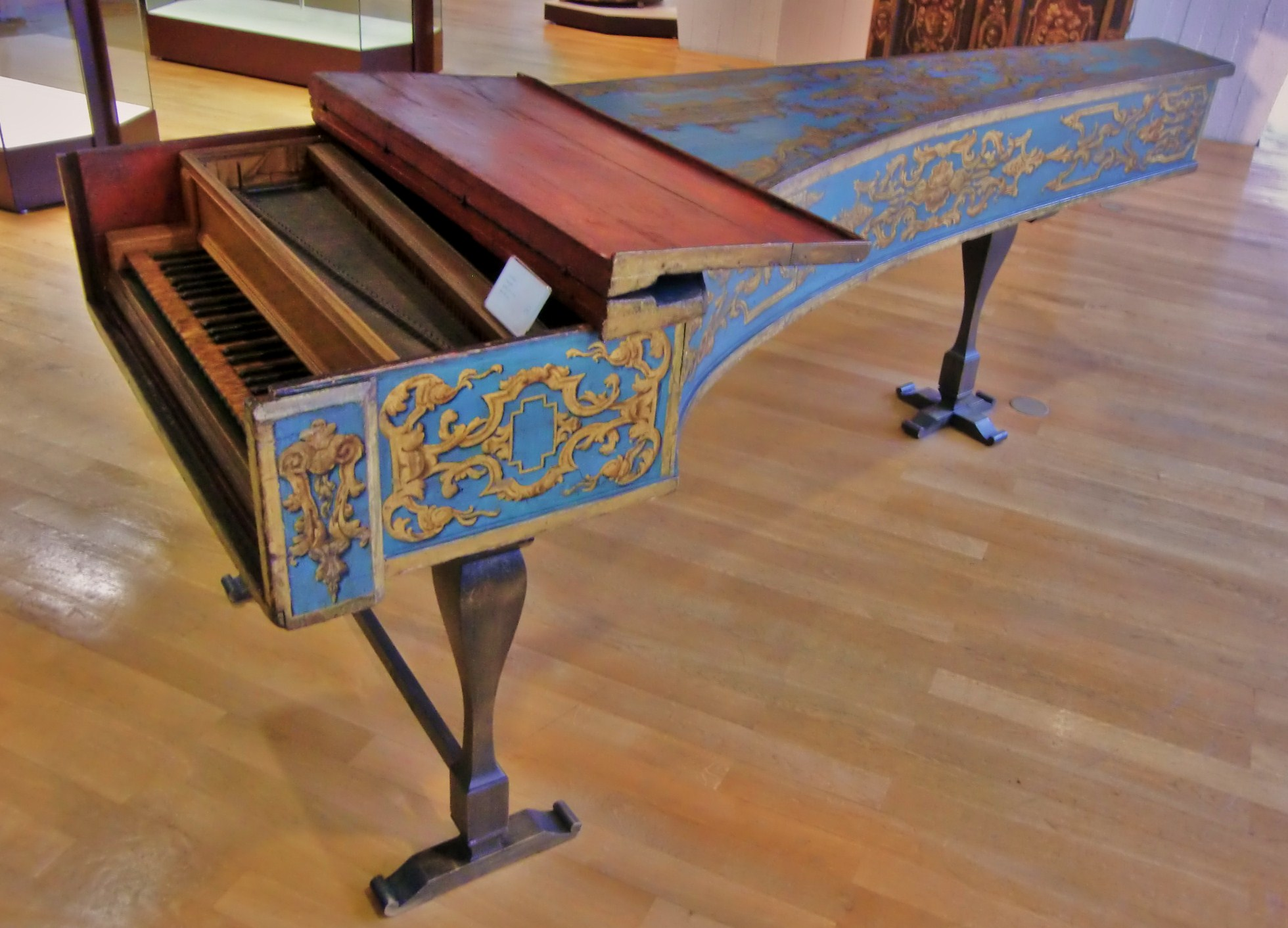
作者不明のチェンバロ（1700年ごろ）
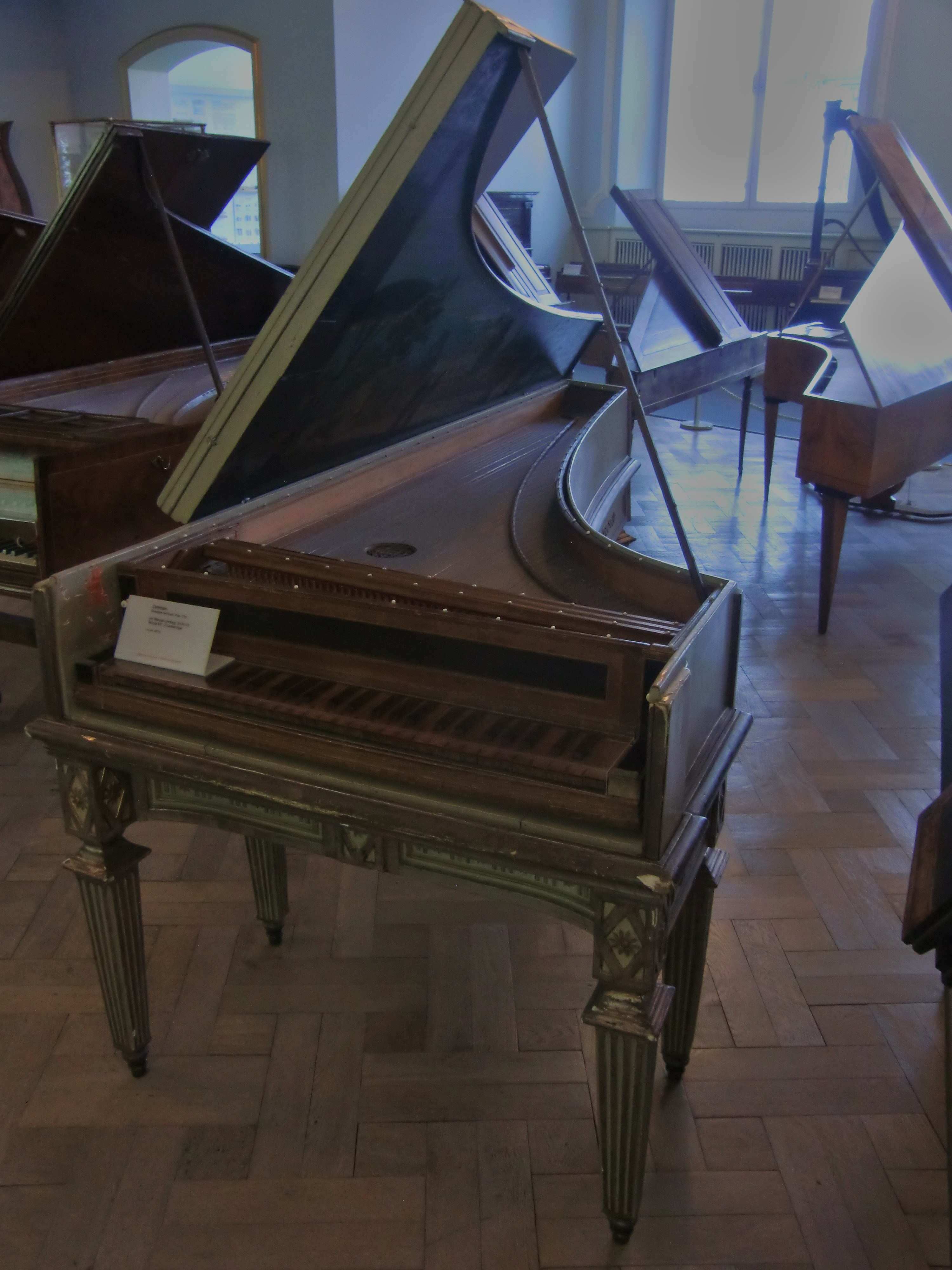
ジュゼッペ・ソルファネッリのチェンバロ（1729年）

### フランドル
フランドルのチェンバロ製作では、アントウェルペンのルッカース一族が重要な役割を果たした。ルッカース一族の工房は、ハンス・ルッカースが1579年にアントウェルペンの聖ルカのギルドに加入してから、約1世紀に渡ってアントウェルペンのチェンバロ製作を支配した。
ルッカースのチェンバロは、厚い側板を上下の内部補強材によって連結した枠組が構造の基礎となっており、底板は後から取り付けられた。ケースの素材にはポプラ材が用いられ、側板は約14mm程度の厚さを持っている。高音域の弦長が長めで、低音域の弦長は抑えられており、イタリアのチェンバロよりもずんぐりとした外形をしている。高音域は鉄弦、低音域は真鍮弦が使われた。標準的な弦列構成は1×8′、1×4′で、8′にはバフ・ストップを備える。音域は通常ショート・オクターヴのC/Eからc3までの4オクターヴである。プラッキング・ポイントはナットに近く、一段鍵盤のルッカースのチェンバロの8′のプラッキング・ポイントは、ほぼ18世紀フランスのチェンバロのフロント8′に相当する。ブリッジはイタリアの楽器のものよりも大きく、響板のブリッジの下にはリブを持たない。8′のブリッジと4′のブリッジの間の響板の裏側には4′のヒッチピンにかかる張力に耐えるための補強として4′ヒッチピン・レールがある。4′のブリッジの手前の裏側には斜めにカットオフ・バーと呼ばれる細長い棒が取り付けられ、カットオフ・バーによって区切られた三角形の領域がリブで補強されている。ルッカースのチェンバロの音質は、イタリアのものとは明らかに異なり、響きが長く持続する。
ルッカースは二段鍵盤のチェンバロも製作したが、これは上下で四度ずれた配置の鍵盤で同一の弦を弾くものであり、四度の移調を容易にするためのものであったと考えられている。通常C/E-f3の下鍵盤がC/E-c3の上鍵盤と最高音で揃えられており、下鍵盤では上鍵盤より四度低い音が鳴る。また下鍵盤のプラッキング・ポイントは上鍵盤よりナットから遠い。
ルッカースのチェンバロは規格化された幾つかのサイズで製作され、装飾も規格化されている。外装は大理石を模した柄や鉄帯模様が描かれ、内装は文様を印刷した紙が貼られた。響板およびレストプランク表面は、花や果物、鳥、昆虫、エビなどがテンペラ画によって描かれた。このような響板装飾はイタリアの楽器には見られない特徴である。ローズは鉛と錫の合金で鋳造され金箔が貼られた。ローズの意匠はハープを弾く天使で、製作者のイニシャルが左右に配される。蓋の内側は文様紙が貼られ、ラテン語の格言が書かれるのが標準的だが、高級なものは画家により絵画が描かれた。
ルッカースのチェンバロは合理的な製法により量産され、近隣諸国に大量に輸出されたが、後に時代の要請に従って多くのルッカースのチェンバロは改造され、現存する楽器でオリジナルの状態にあるものは極めて少ない。音域の拡大、弦の増設、一段鍵盤や移調二段鍵盤の楽器の対比二段鍵盤化などが行われ、時には響板及びケースを拡張する大規模な改造も行われた。このような改造はフランス語でラヴァルマン ravalement と呼ばれる。改造が盛んに行われた背景にはルッカースの楽器が高額で取引されたことがある。改造されたルッカースの楽器は他の新しい楽器の数倍の値段で取引されたため、ルッカースの改造楽器を装った贋作も作られた。
18世紀のフランドルの有力なチェンバロ製作者としてはドゥルケン一族が知られている。ヨハン・ダニエル・ドゥルケンの製作した楽器は少なくとも8台が知られている。彼の楽器の多くは5オクターヴの音域で、2×8′、1×4′の弦列を備える。二段鍵盤の楽器ではドッグレッグ・ジャックを用い、しばしば上鍵盤にナザールのレジスターを備えている。
ヨハン・ダニエル・ドゥルケンの1745年の楽器をモデルとして、現代の製作家マルティン・スコヴロネックが1962年に製作したチェンバロは、グスタフ・レオンハルトが多くの録音に使用したことで有名である。

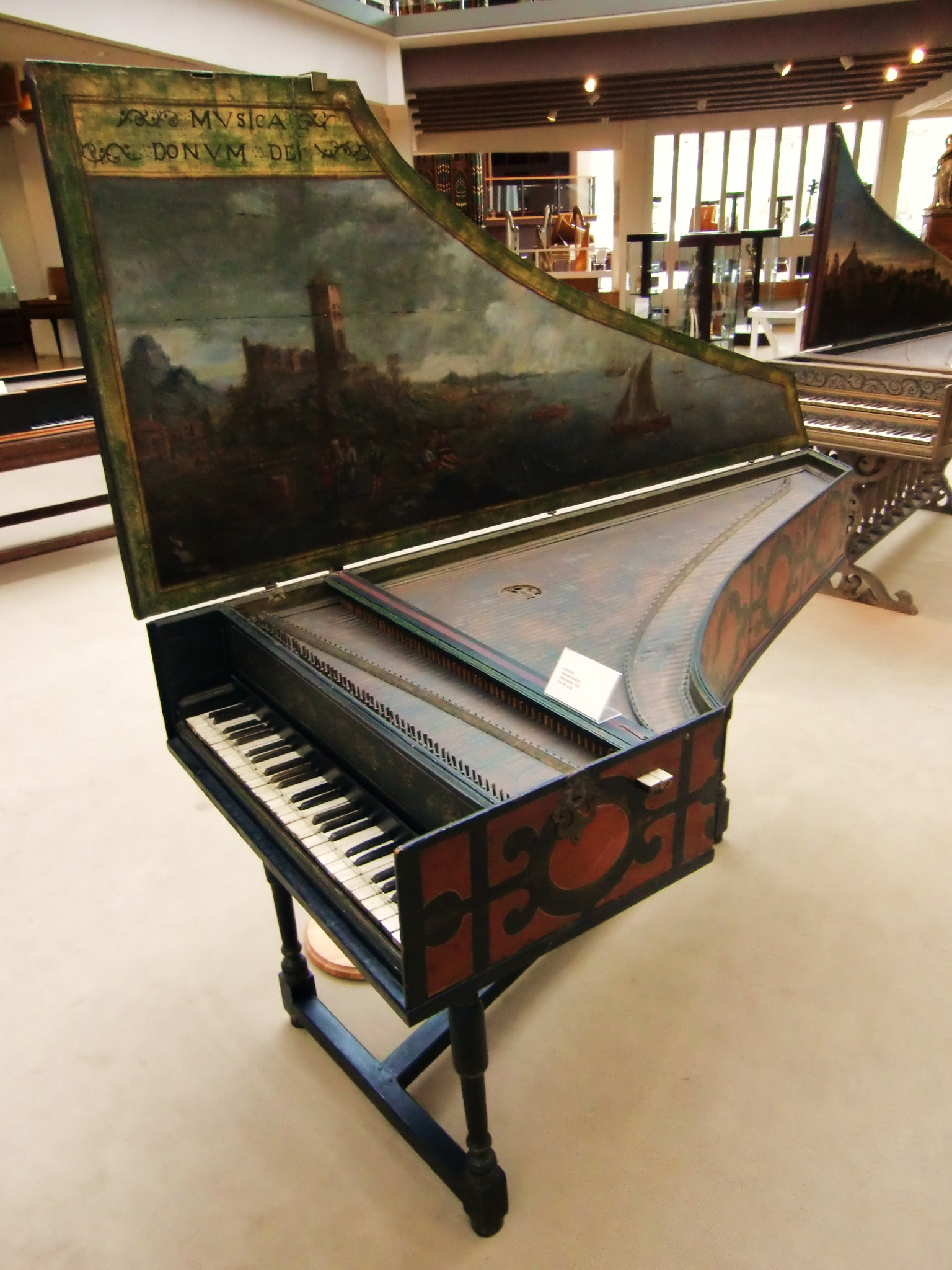
ヨハネス・ルッカースのチェンバロ（1627年）
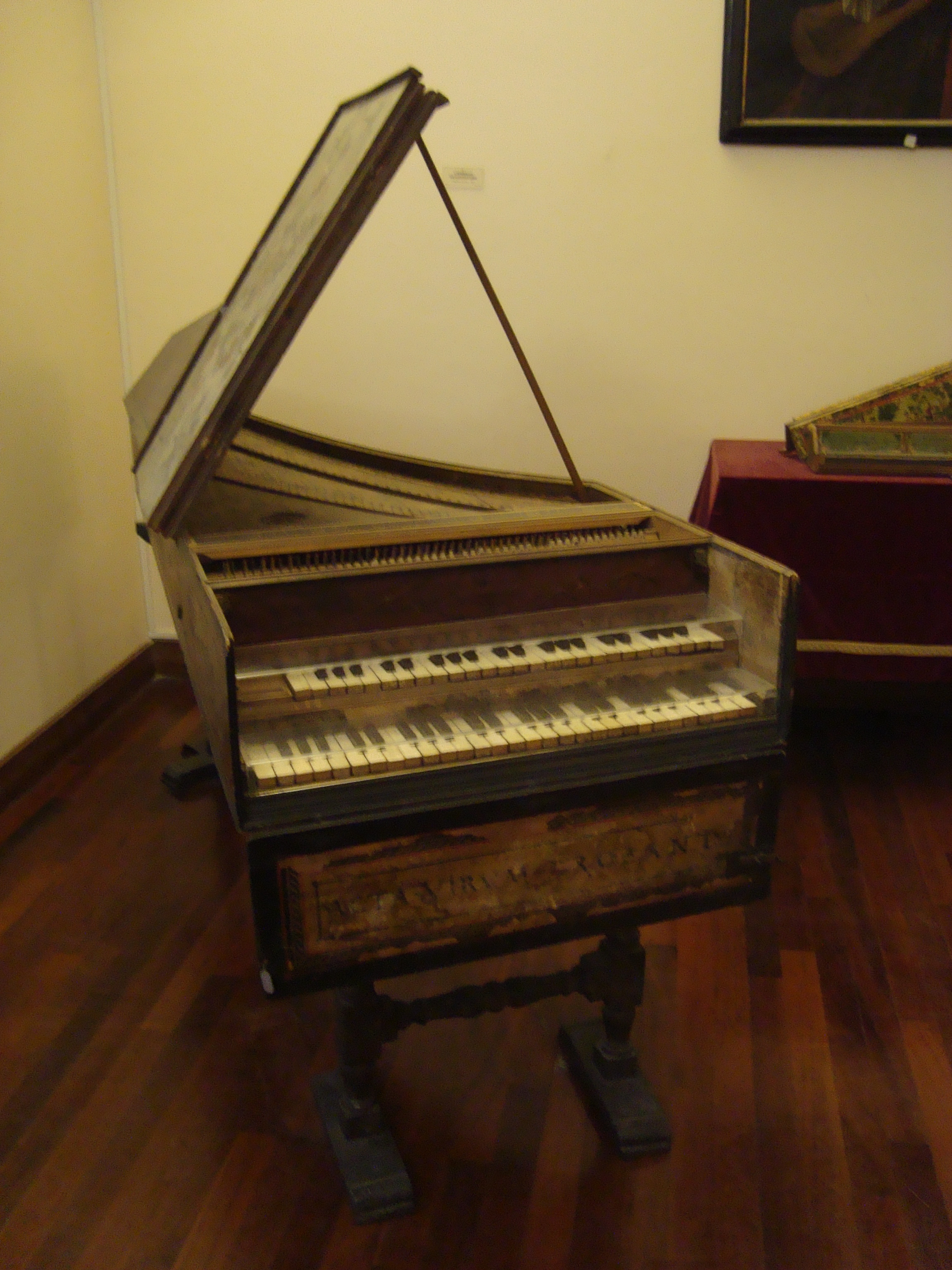
ヨハネス・ルッカースのチェンバロ（1637年）
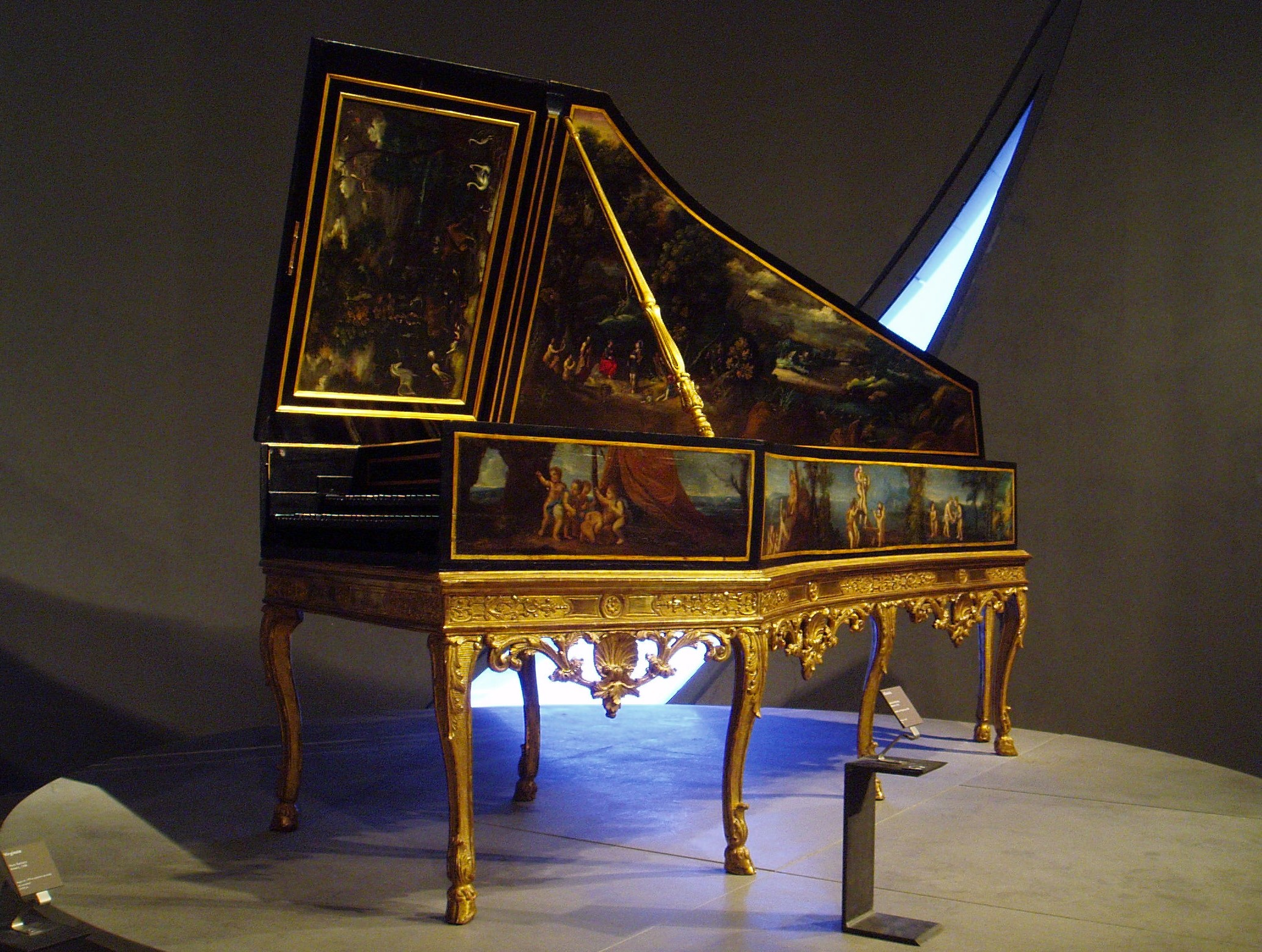
ヨハネス・ルッカースのチェンバロ（1612年）18世紀にフランスで改造
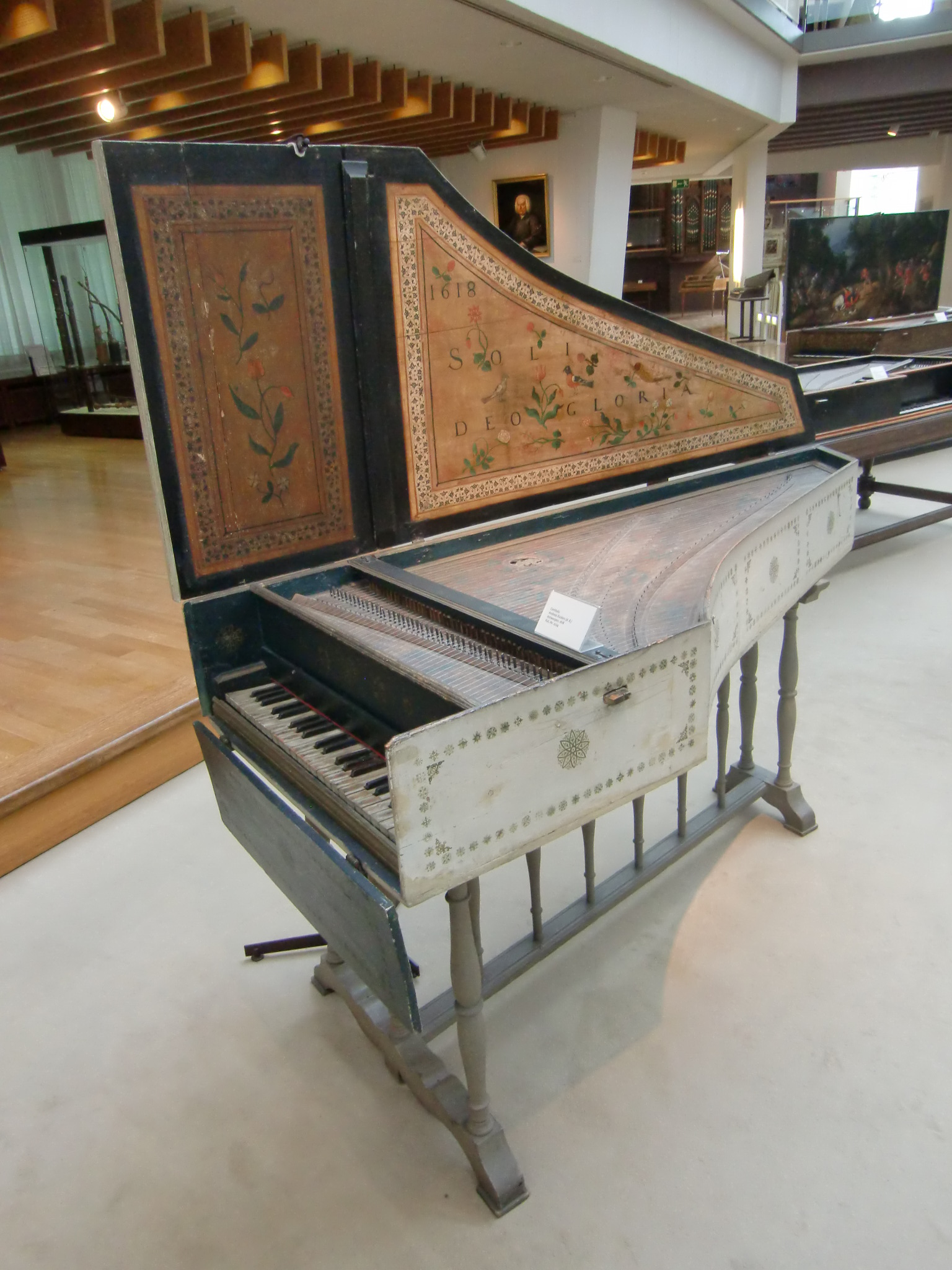
アンドレアス・ルッカースのチェンバロ（1618年）
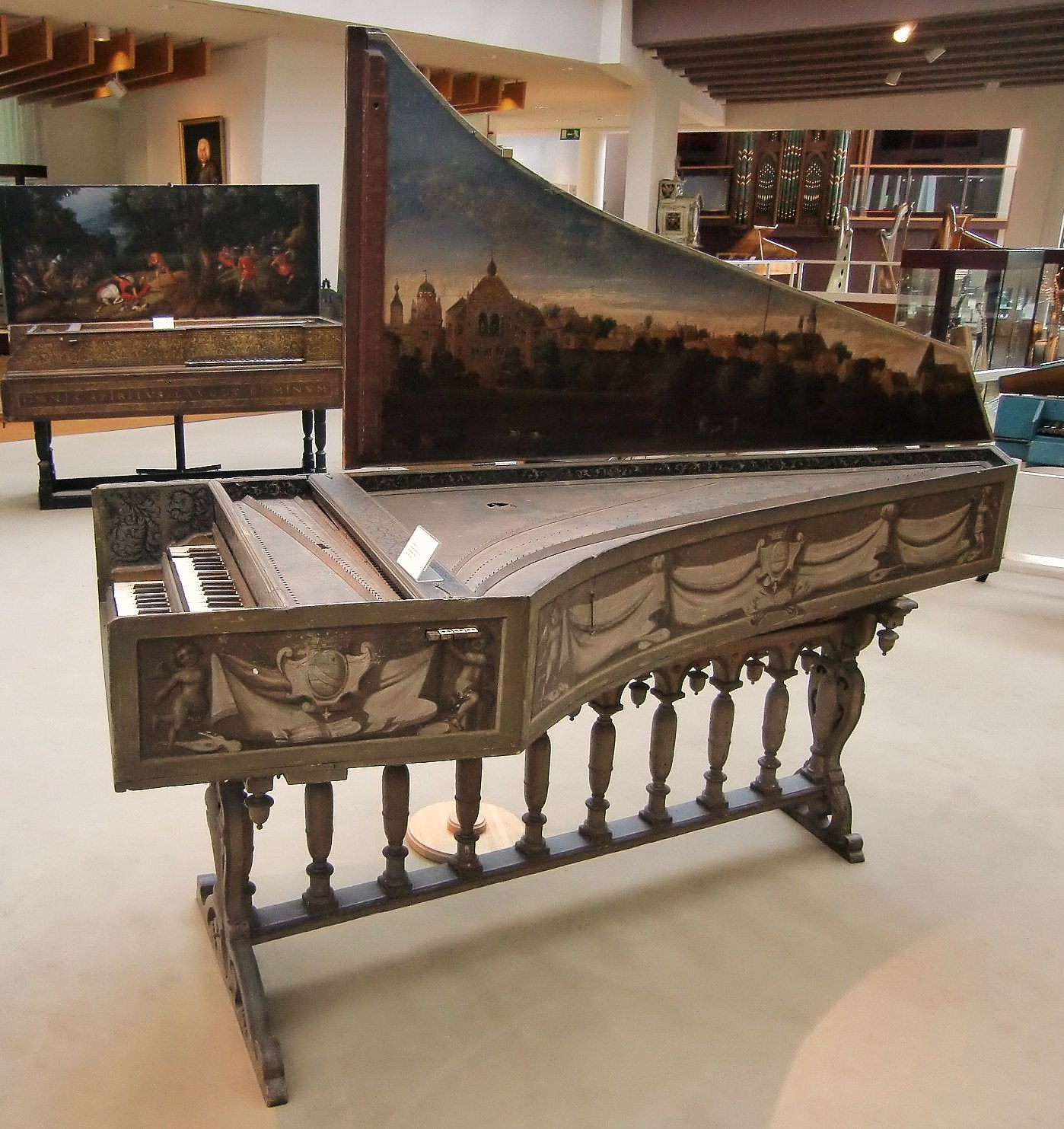
アンドレアス・ルッカースのチェンバロ（1620年）
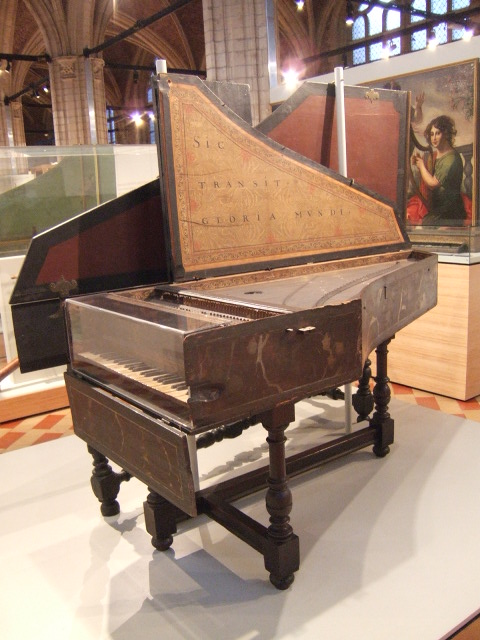
アンドレアス・ルッカースのチェンバロ（1644年）
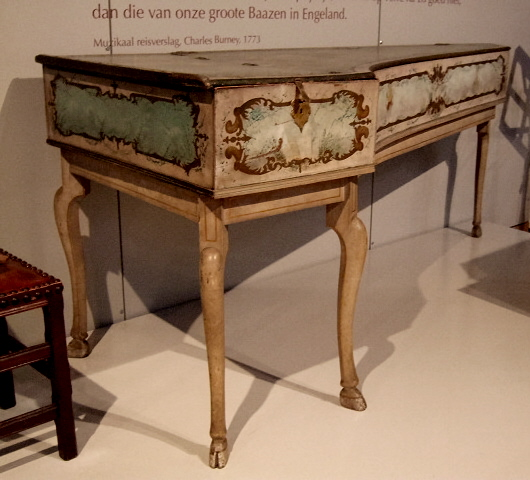
ヨハン・ダニエル・ドゥルケンのチェンバロ（1747年）

### フランス
17世紀のフランスのチェンバロの構造はイタリアとフランドルの中間的な特徴を示し、音質的にも両者の中間に位置する。この様な特徴を持つチェンバロは北ヨーロッパの広い地域で製作されていた。
フランスでは、17世紀半ばから2組の8′弦を独立して演奏できるカプラー式二段鍵盤のチェンバロが発達していた。フランスに典型的な技法である右手と左手で同じ音域を重ねて弾くピエス・クロワゼはこれによって可能となる。17世紀には下鍵盤をスライドさせる形式のカプラーが用いられていたが、18世紀になるまでには上鍵盤をスライドさせるようになった。
18世紀のフランスのチェンバロはルッカースに大きく影響を受けている。フランスの製作家たちはルッカースの楽器の改造を通じてその設計を学んだものと考えられる。標準的な18世紀フランスのチェンバロの構造はルッカースの設計を踏襲しつつ、より大型化したものであり、カプラー式二段鍵盤を備え、上鍵盤が1×8′、下鍵盤が1×8′、1×4′で、音域は5オクターヴに達する。このような18世紀フランス様式のチェンバロは、現代のチェンバロ製作のモデルの主流となっている。

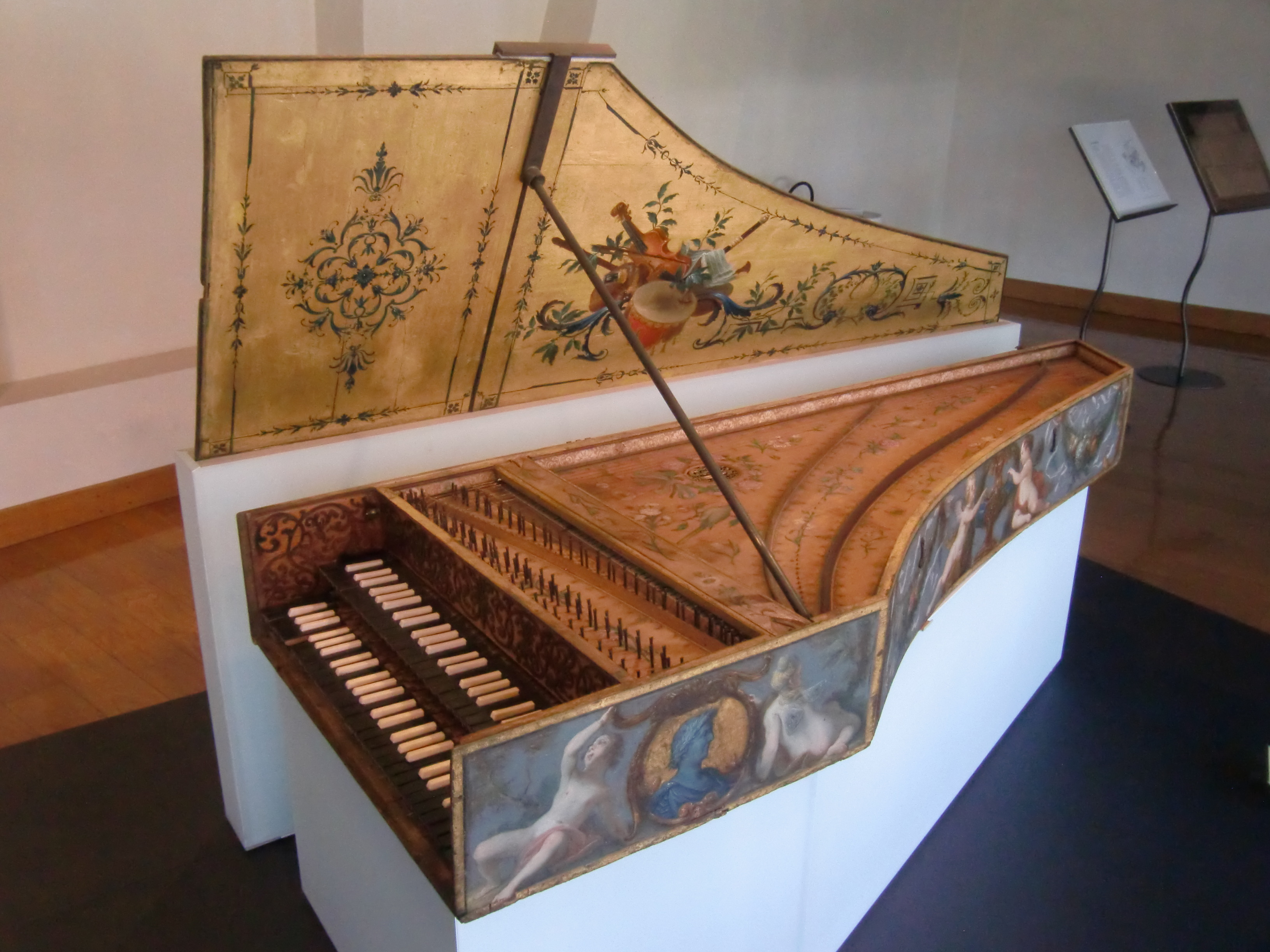
ジャン・ドニのチェンバロ（1648年）
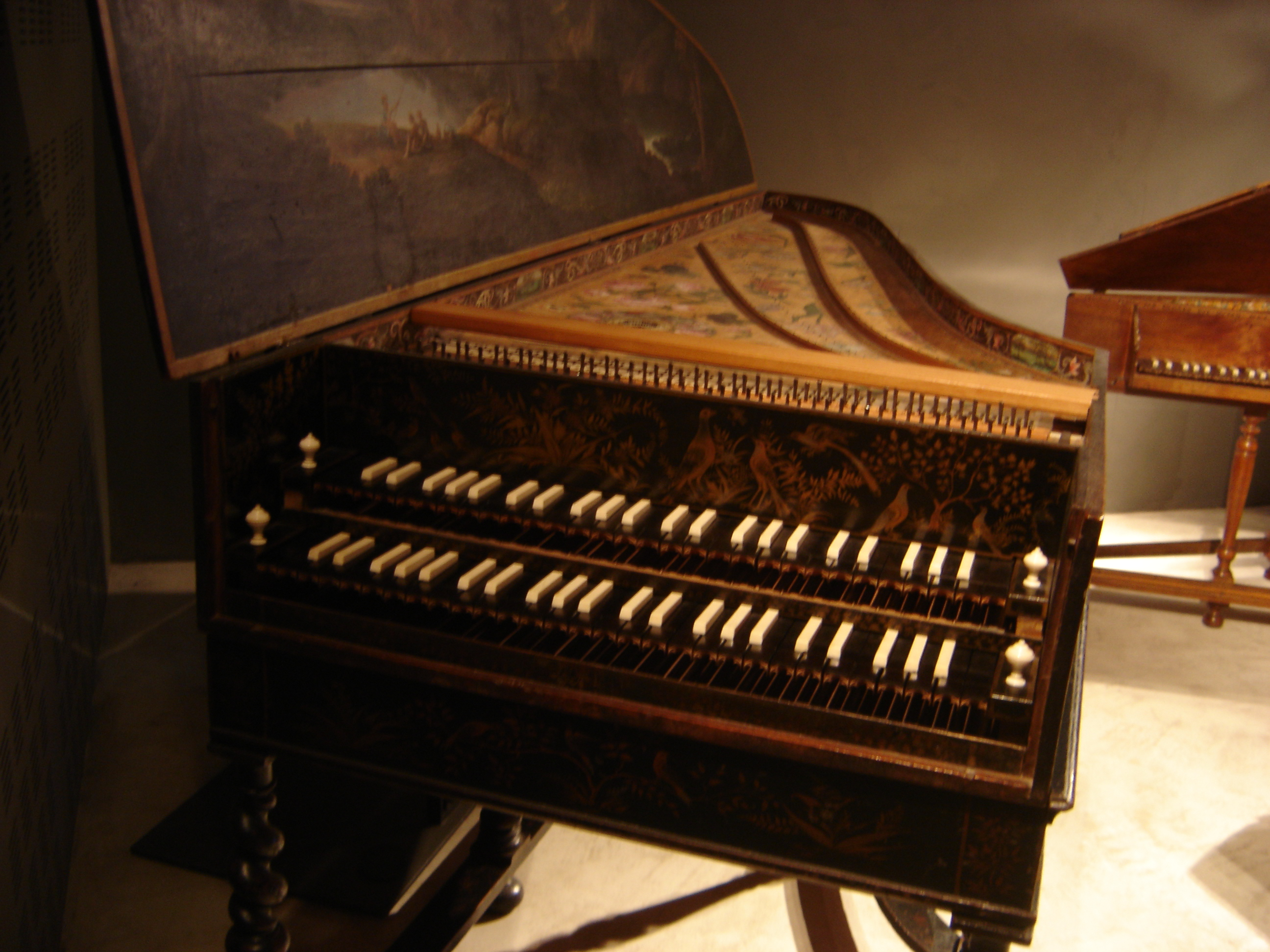
作者不明のチェンバロ（17世紀）
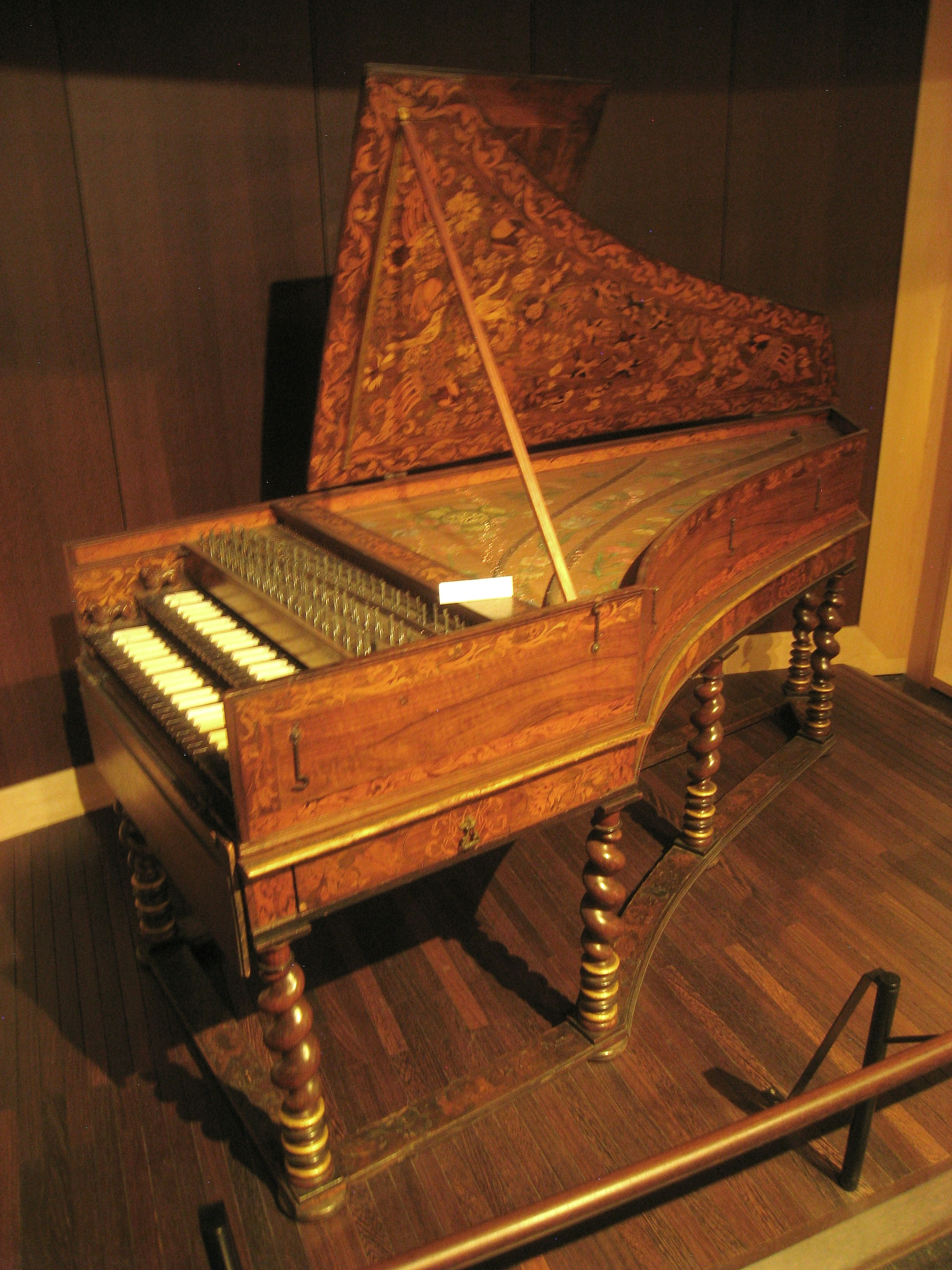
ヴァンサン・ティボーのチェンバロ（1679年）
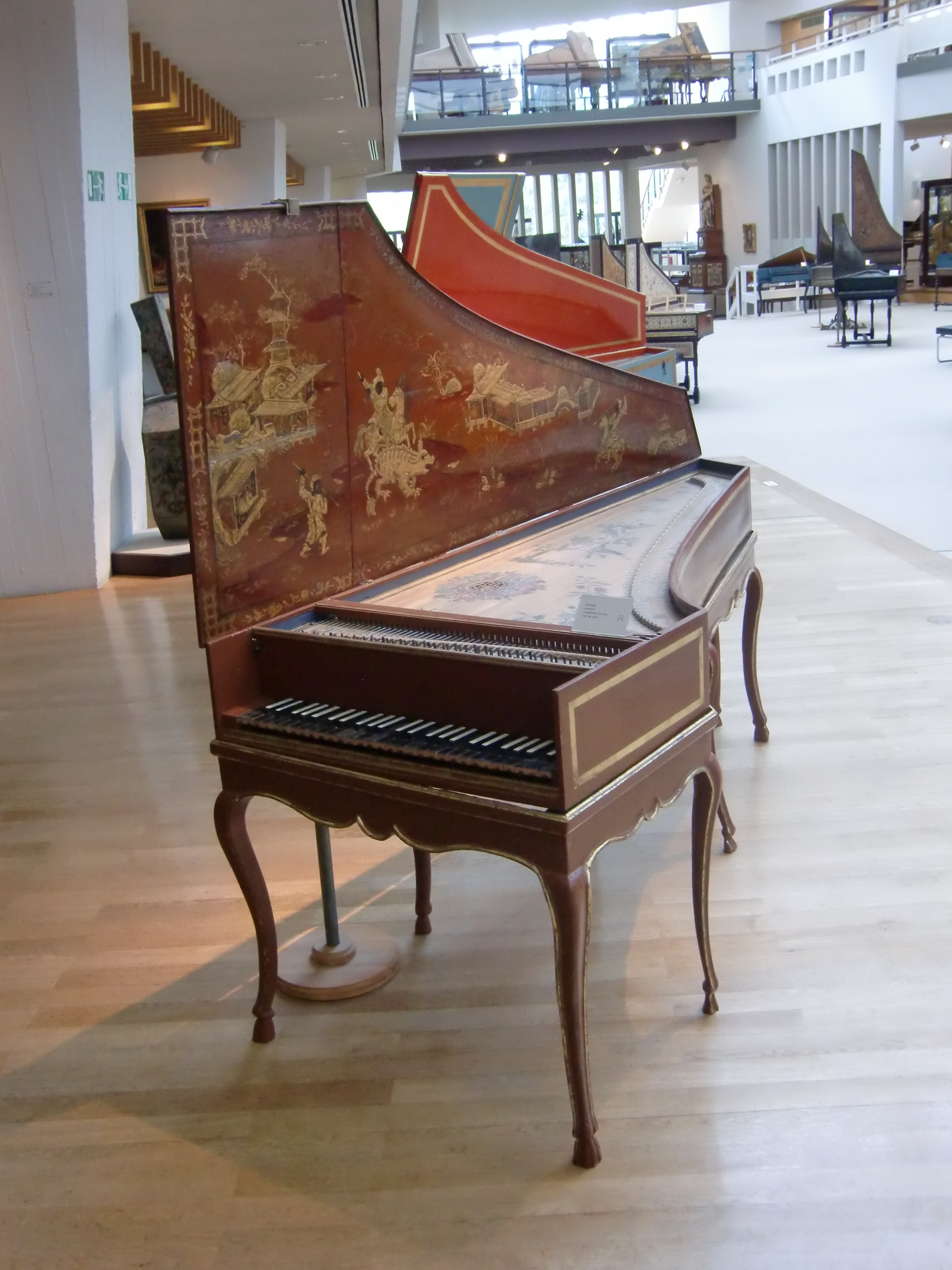
作者不明のチェンバロ（1720年頃）
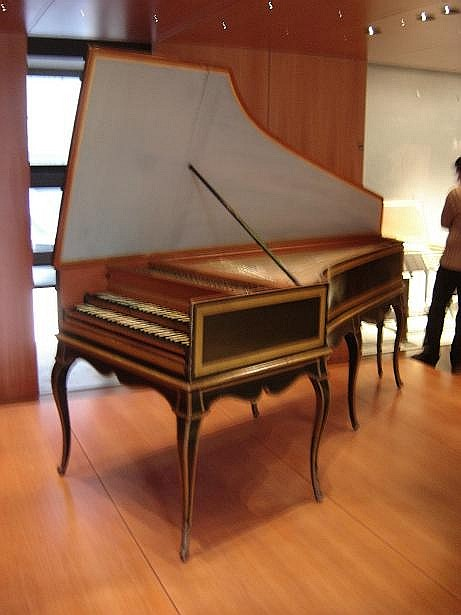
アンリ・エムシュのチェンバロ（1761-1762年）
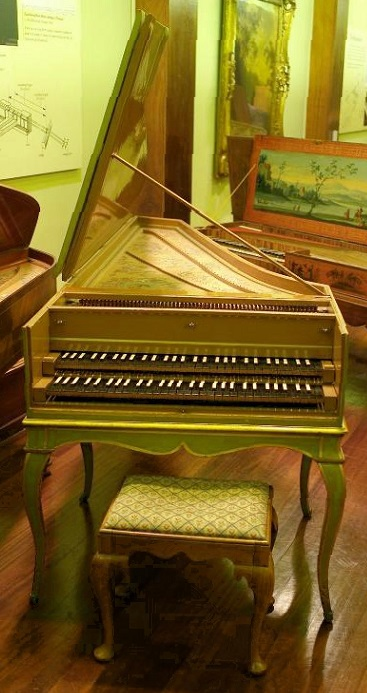
パスカル・タスカンのチェンバロ（1769年）
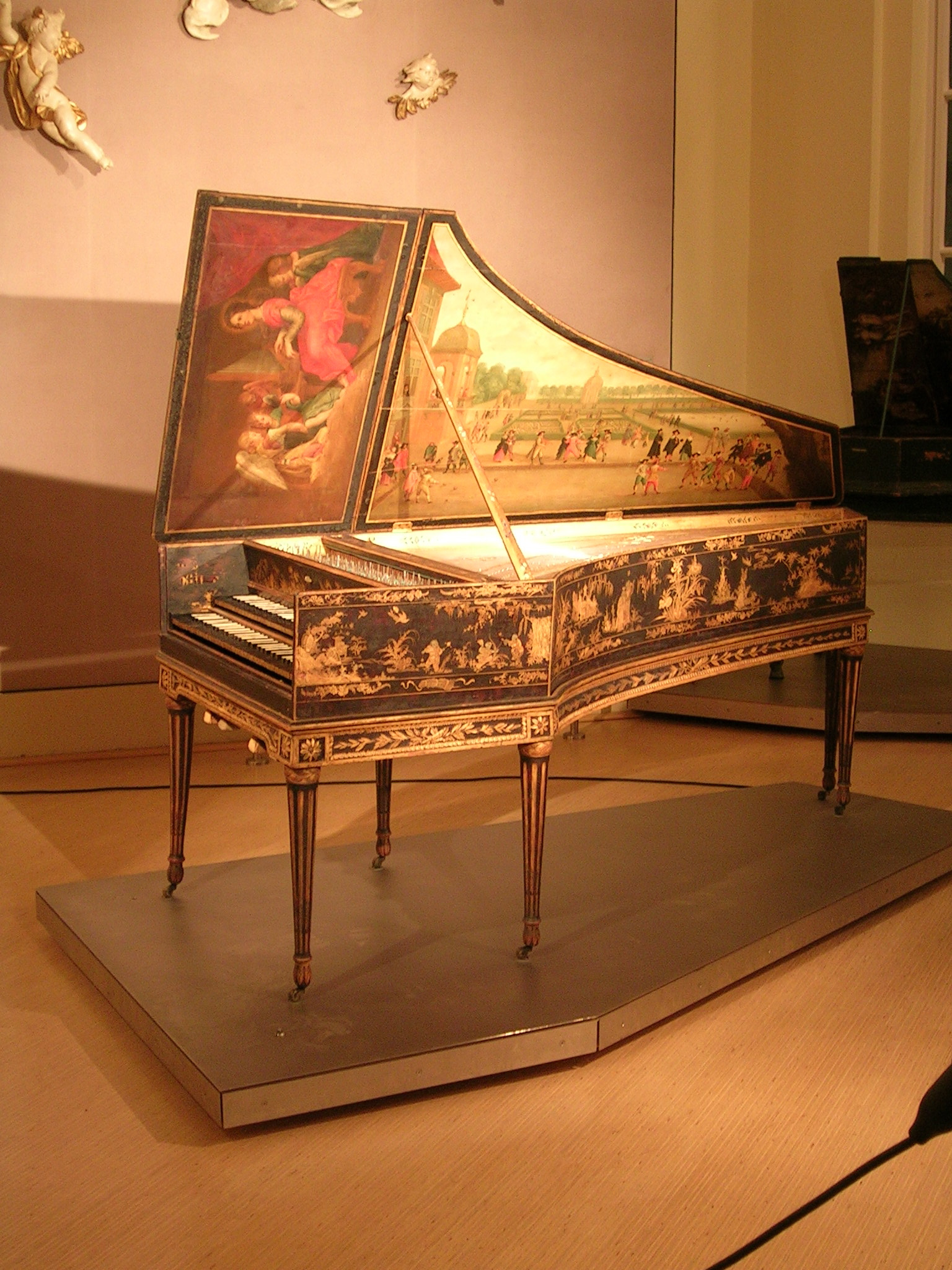
パスカル・タスカンのチェンバロ（1788年）

### ドイツ
ドイツでは古くからチェンバロの存在が確認できるが、17世紀までのドイツで製作されたチェンバロは僅かな数しか現存していない。18世紀のチェンバロもイタリア、フランス、イギリスなどに比べると現存するものは少ない。18世紀ドイツのチェンバロ製作には幾つかの流派が存在したが、その中でハンブルクの楽器が比較的多く現存している。ハンブルクで活躍したチェンバロ製作者としてはフライシャー一族とハス一族が有名である。ハンブルクのチェンバロの構造は、フランドルの楽器の様に底板の上面に側板が接合されているが、アッパー・ブレースは無く、底板からライナーまでの深さがあるブレースがベントサイドからスパインにかけて横切っている。外見はS字型のベントサイドが特徴的である。ハス一族のチェンバロには16′や2′のレジスターを備えたものも現存している。
ベルリンのミヒャエル・ミートケのチェンバロは、ヨハン・ゼバスティアン・バッハがケーテン宮廷で使用したチェンバロがミートケのものであることから、現代のチェンバロ製作のモデル楽器として人気が高い。

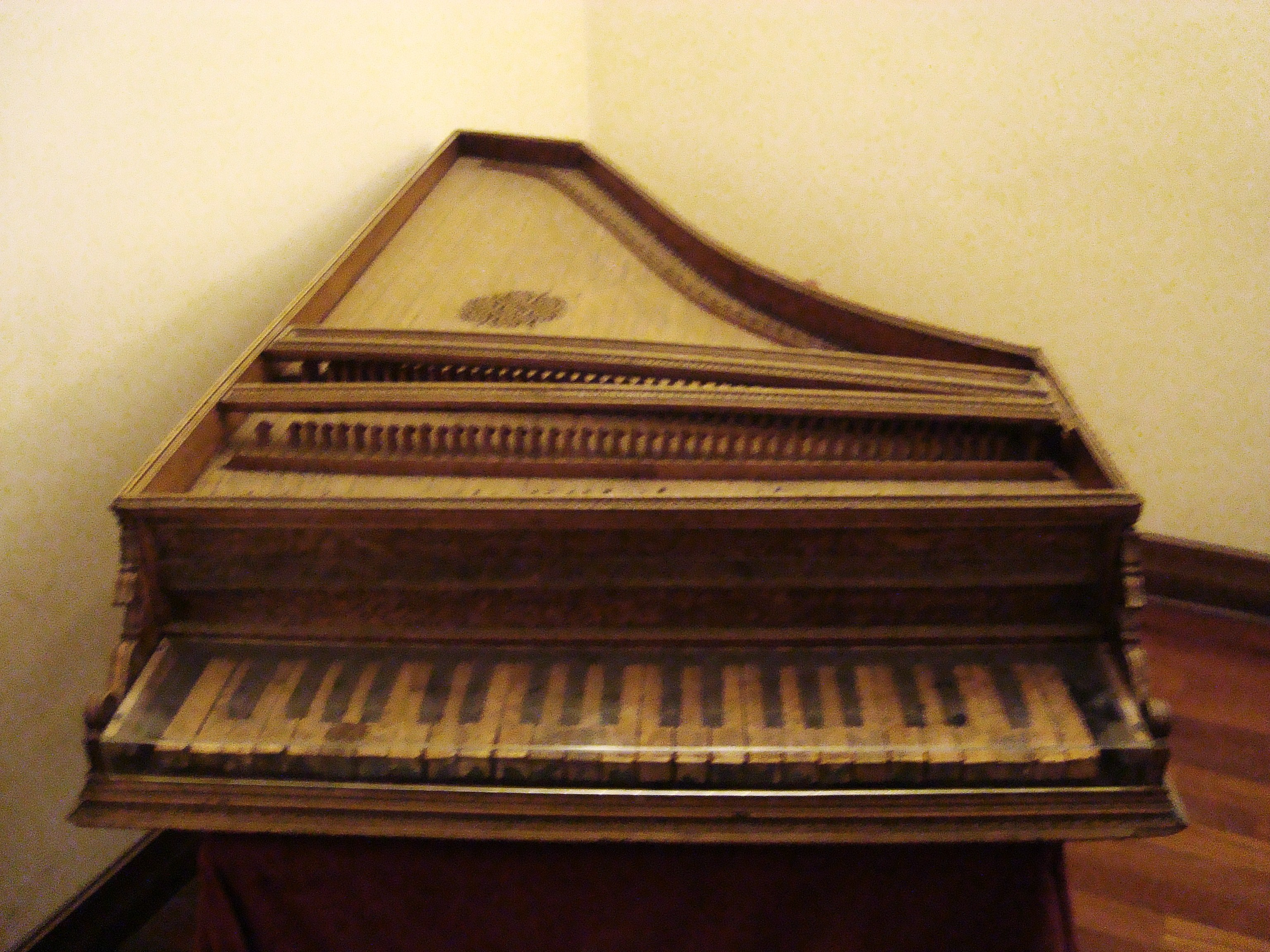
ハンス・ミュラーのチェンバロ（1537年）
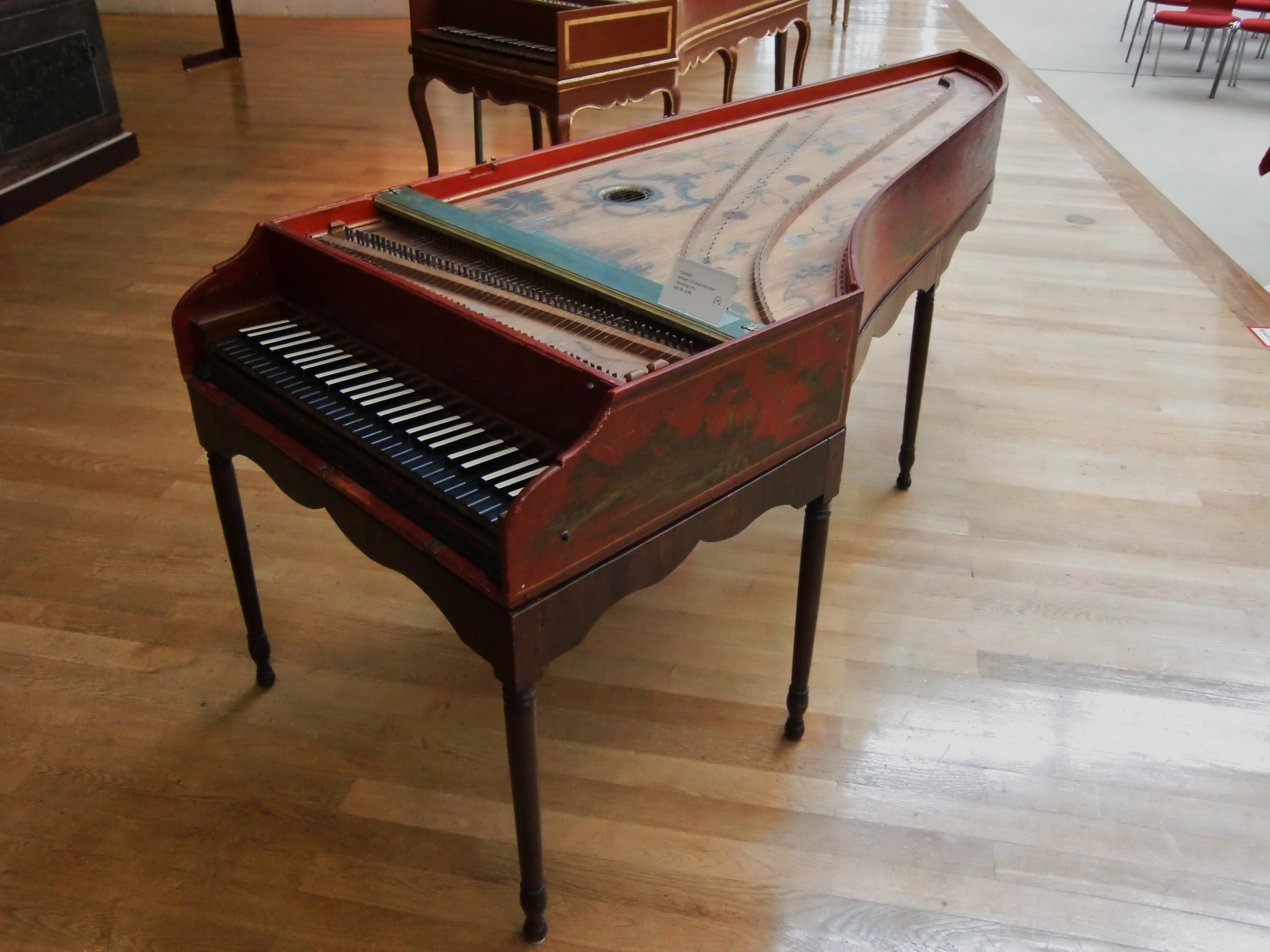
ヨハン・クリストフ・フライシャーのチェンバロ（1710年）
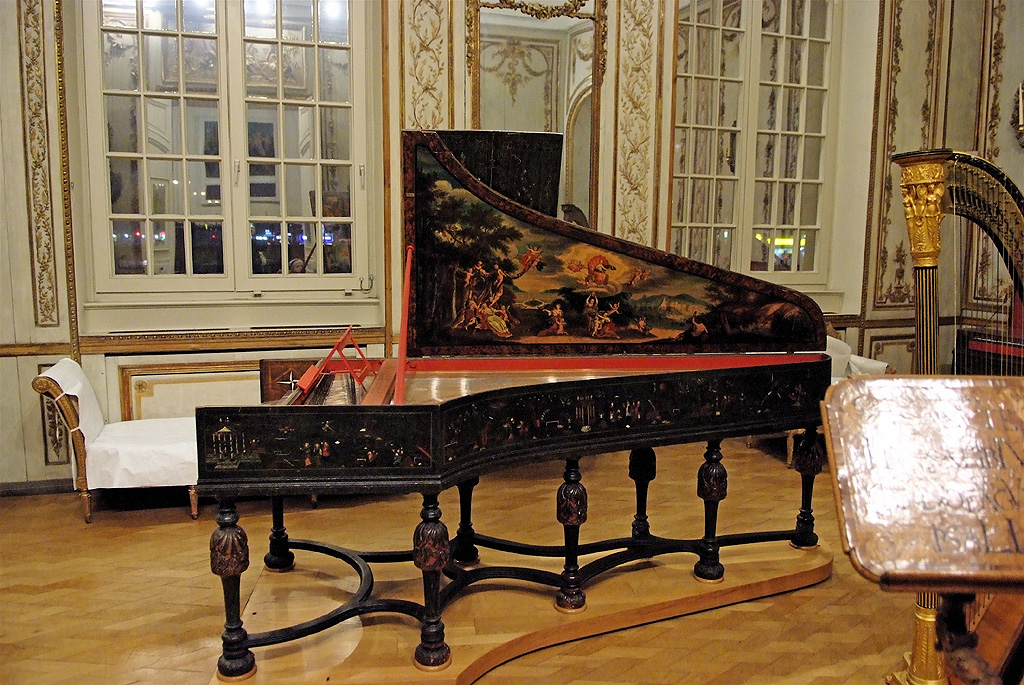
クリスチャン・ツェルのチェンバロ（1728年）
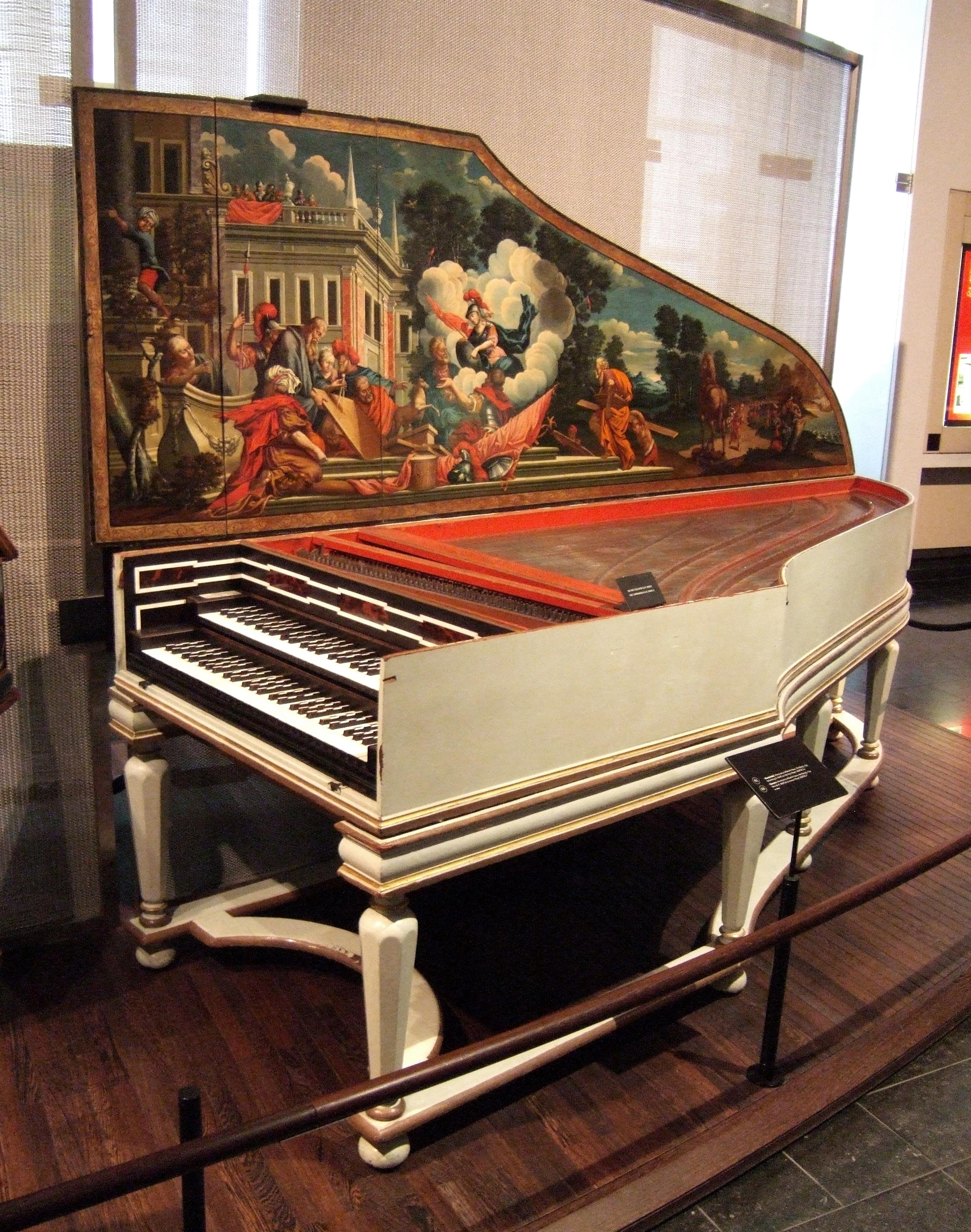
ヒエロニムス・アルブレヒト・ハスのチェンバロ（1734年）
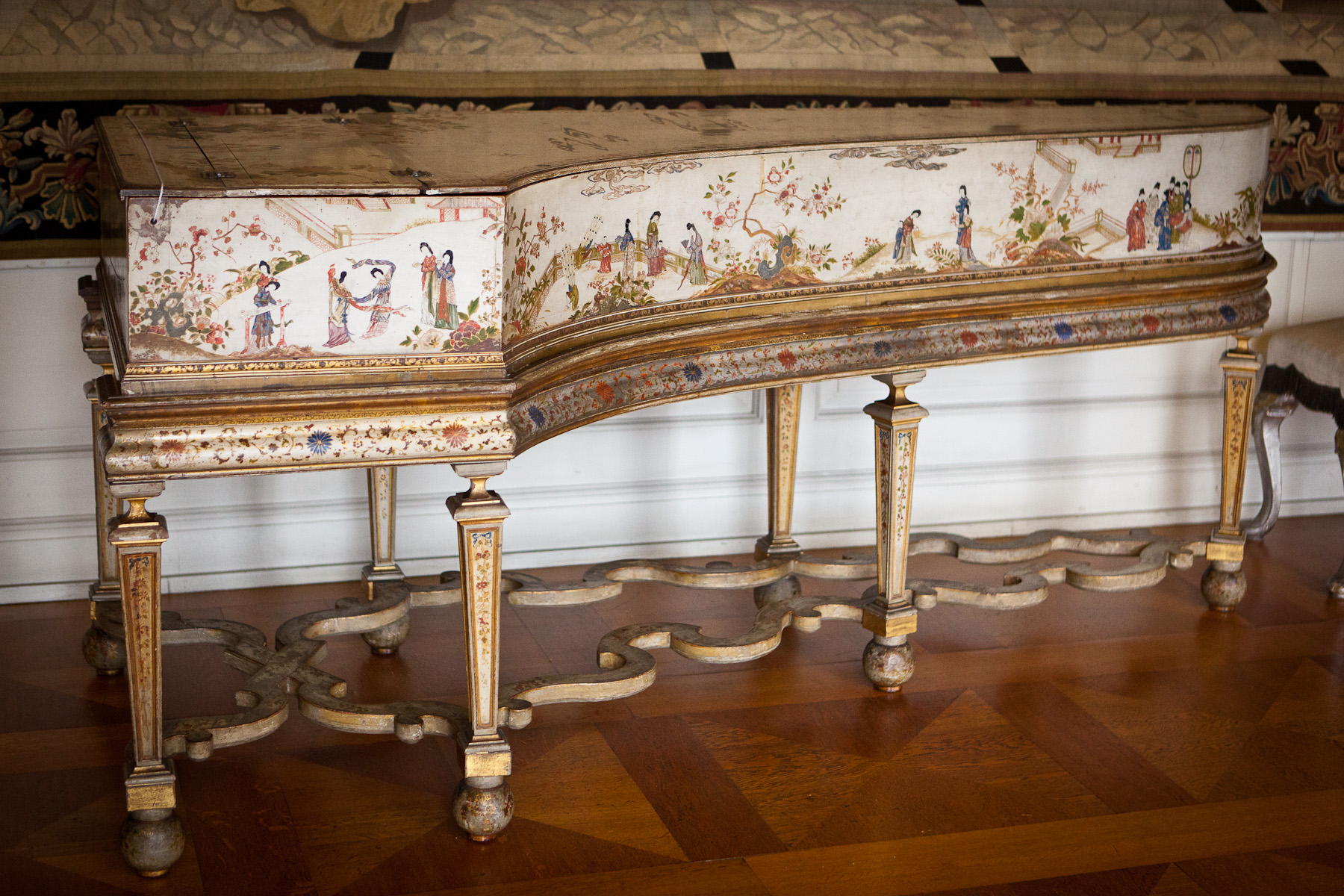
ミヒャエル・ミートケのチェンバロ（1702-1704年頃）[注釈 6]
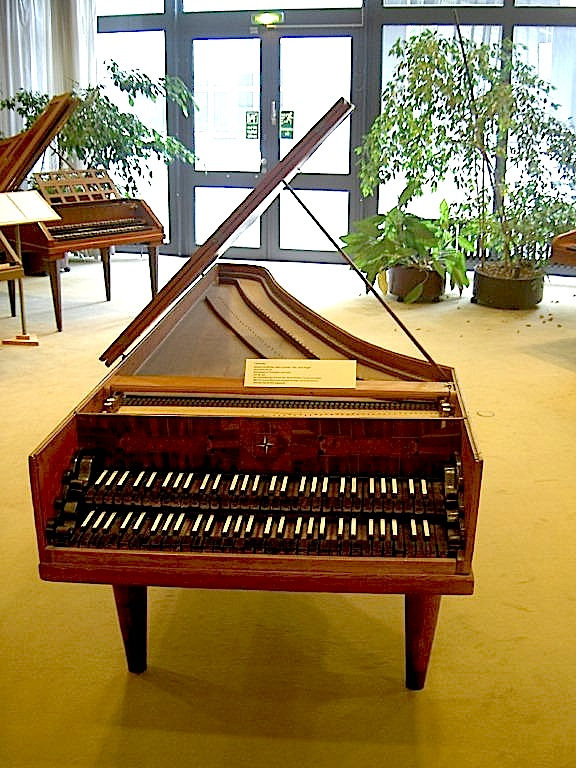
作者不明「バッハ・チェンバロ」（18世紀）

### イギリス
16世紀から17世紀にかけてのイギリスでは、多くのチェンバロのための楽曲が生み出されたが、現存する当時のイギリス製の楽器は少ない。現在知られるイギリスのチェンバロは主に18世紀以降のもので、ジェイコブ・カークマンと、バーカット・シュディの2人の製作家が有名である。彼らの楽器はルッカースの流れをくむ設計で、華麗で力強い音質が特徴であるが、現代のチェンバロ製作のモデルとしてはあまり用いられていない。二段鍵盤の楽器ではドッグレッグ・ジャックを用い、上鍵盤にナザールのレジスターを備える。18世紀後半には音量を変化させる仕組みとして、マシン・ストップと呼ばれるペダルによってレジスターを操作する機構や、オルガンのようなスウェル・シャッター（よろい戸）をペダルで開閉する機構を持つチェンバロも作られた。

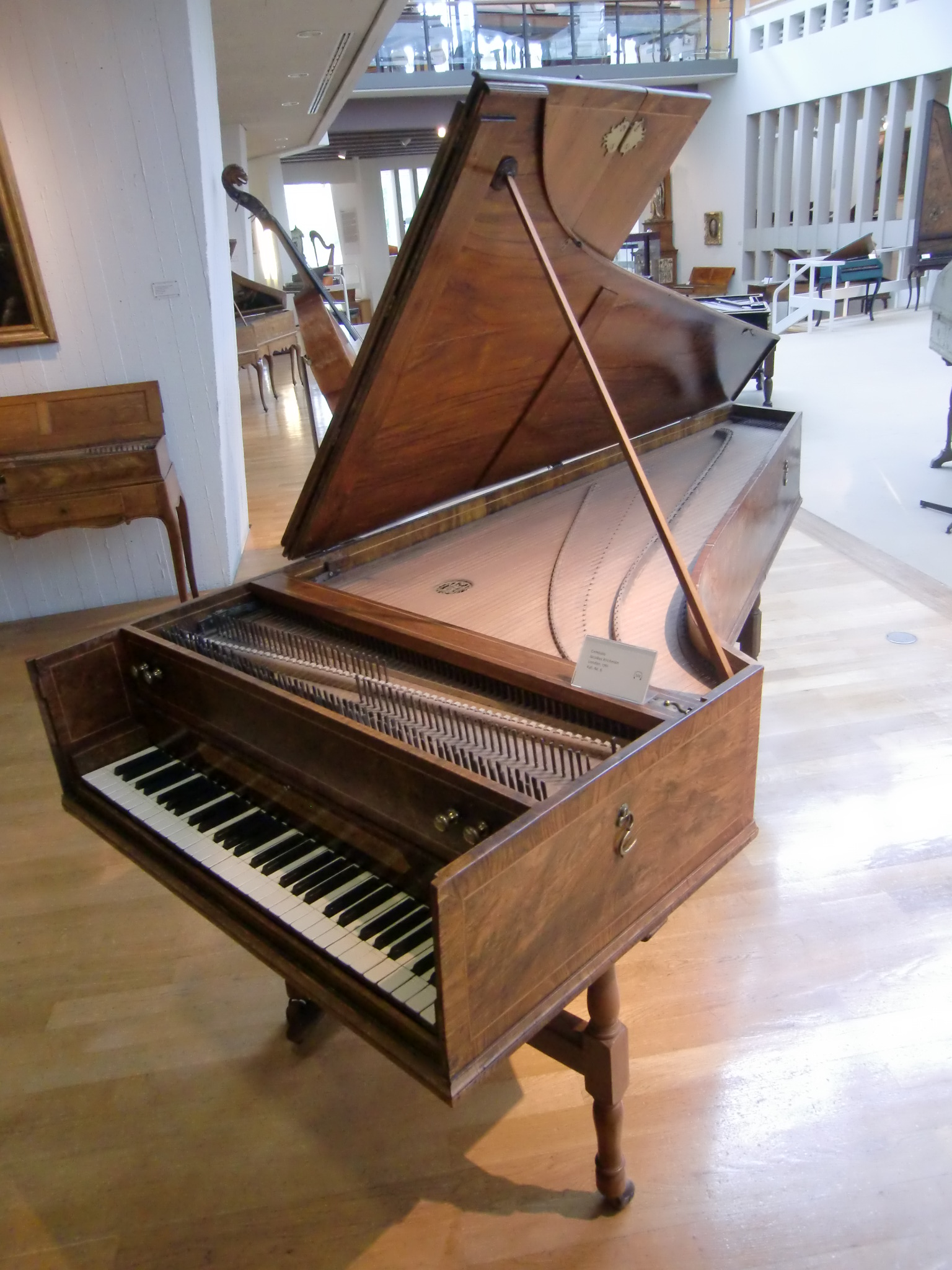
ジェイコブ・カークマンのチェンバロ（1761年）
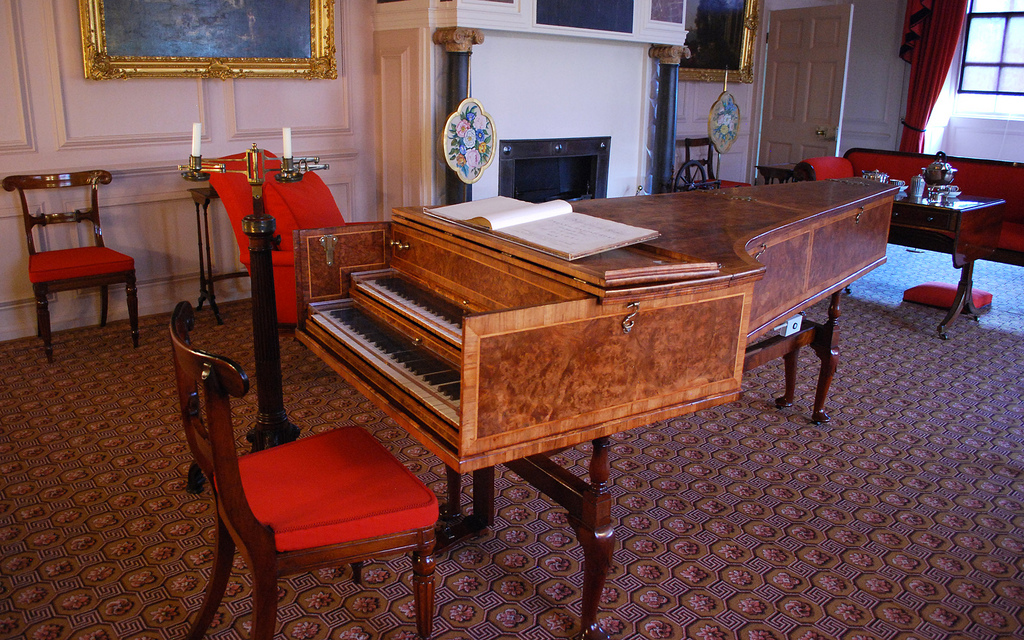
バーカット・シュディのチェンバロ（1740年）
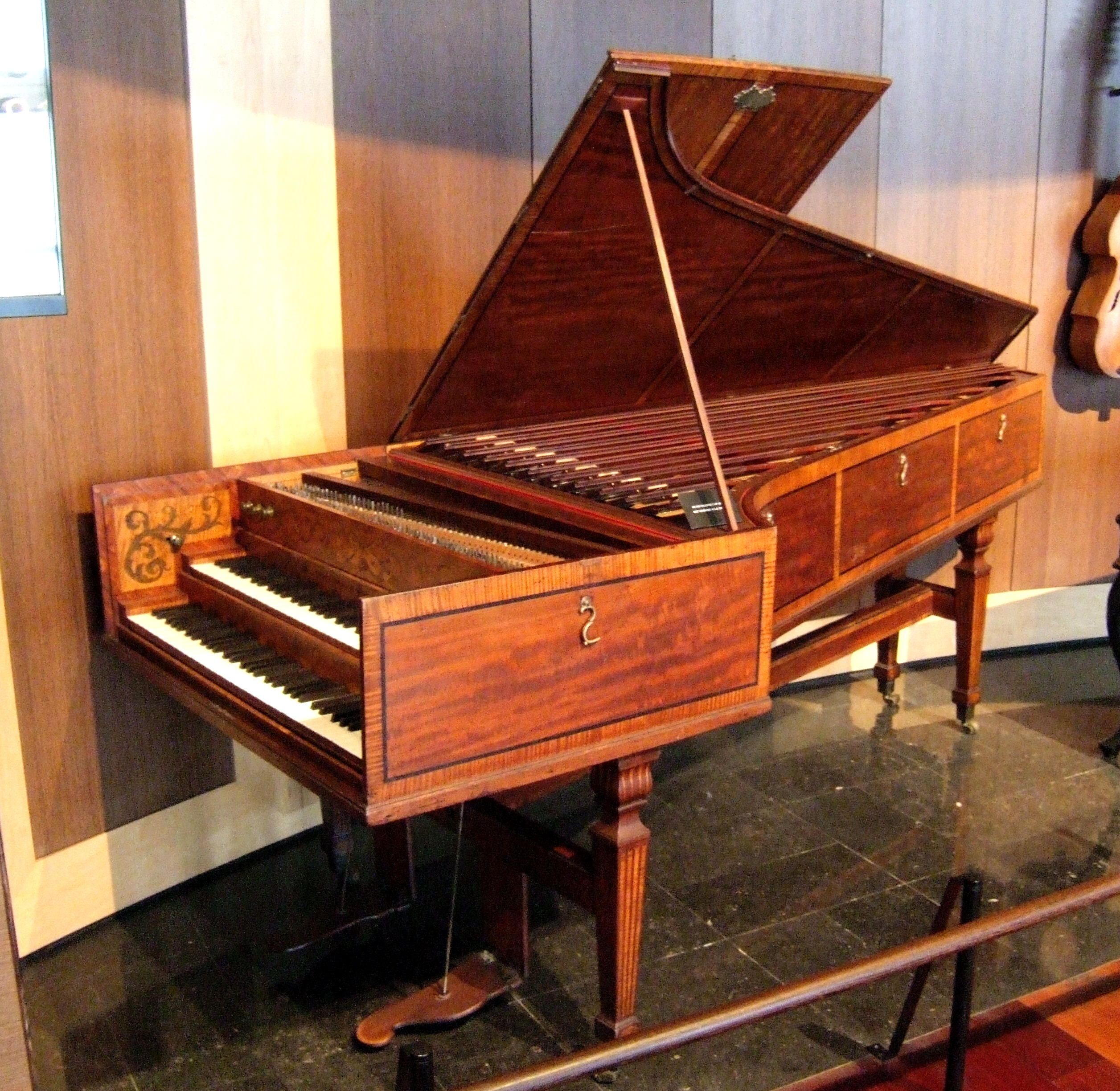
バーカット・シュディのチェンバロ（1773年）

### モダン・チェンバロ
20世紀初頭のチェンバロ復興と共に、チェンバロを近代化するべく様々な改良を試みた重構造のチェンバロが製作されるようになった。現在ではこのようなチェンバロは、歴史的なチェンバロや、それらに準じて製作されたチェンバロとは区別して、モダン・チェンバロと呼ばれる。モダン・チェンバロは20世紀半ば過ぎまでチェンバロの主流であったが、歴史的なチェンバロが見直されるようになったため、現在では用いられることは少ない。
一般にモダン・チェンバロは、近代的なピアノのように底が開放された構造をとっている。ケースや響板は厚く頑丈に作られており、中には金属製のフレームを用いるものもある。プレクトラムには主に革が用いられ、ジャックには調整用のネジが備えられている。レジスターはペダルにより操作され、演奏中に自在に切り替えることが可能である。また歴史的なチェンバロでは稀な16′の弦列を備えているものが多い。

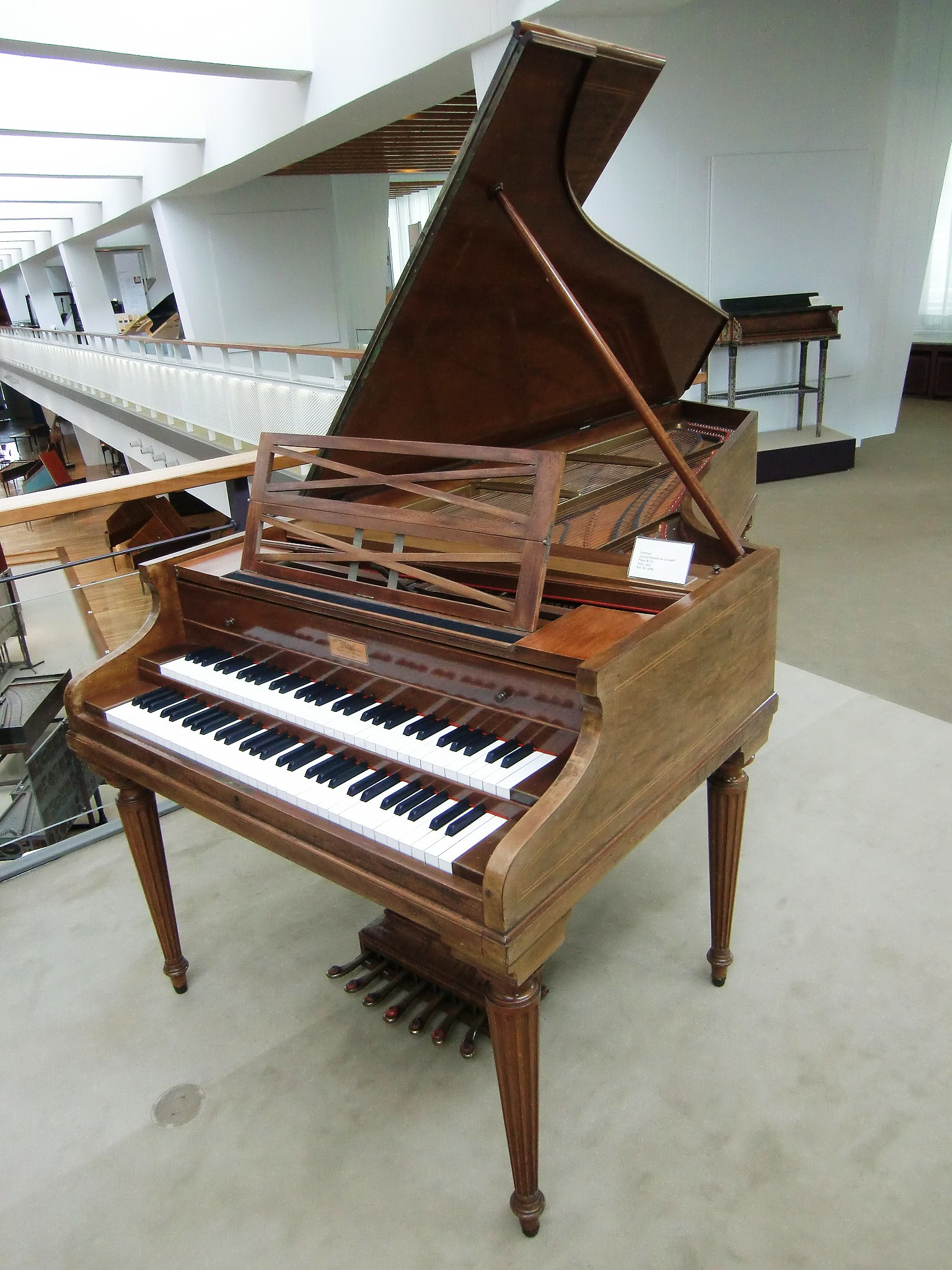
プレイエルのモダン・チェンバロ（1927年）
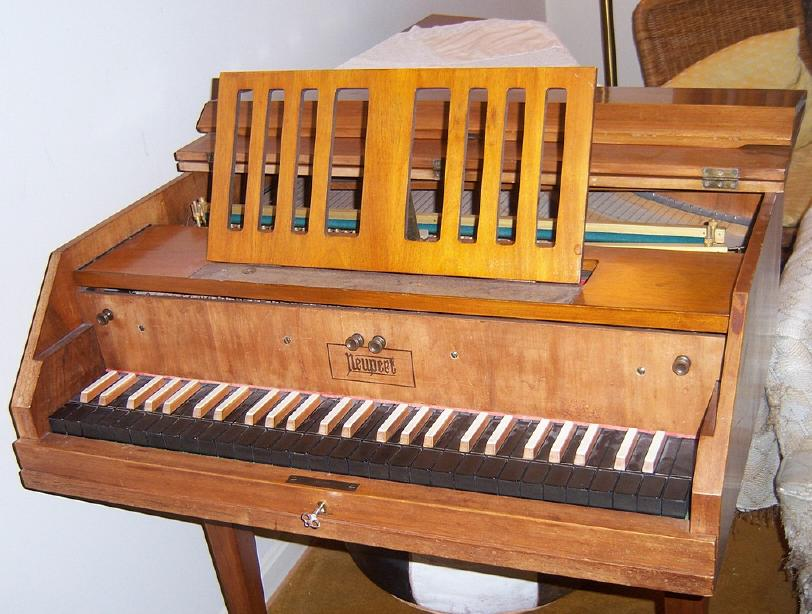
ノイペルトのモダン・チェンバロ（1950年代）
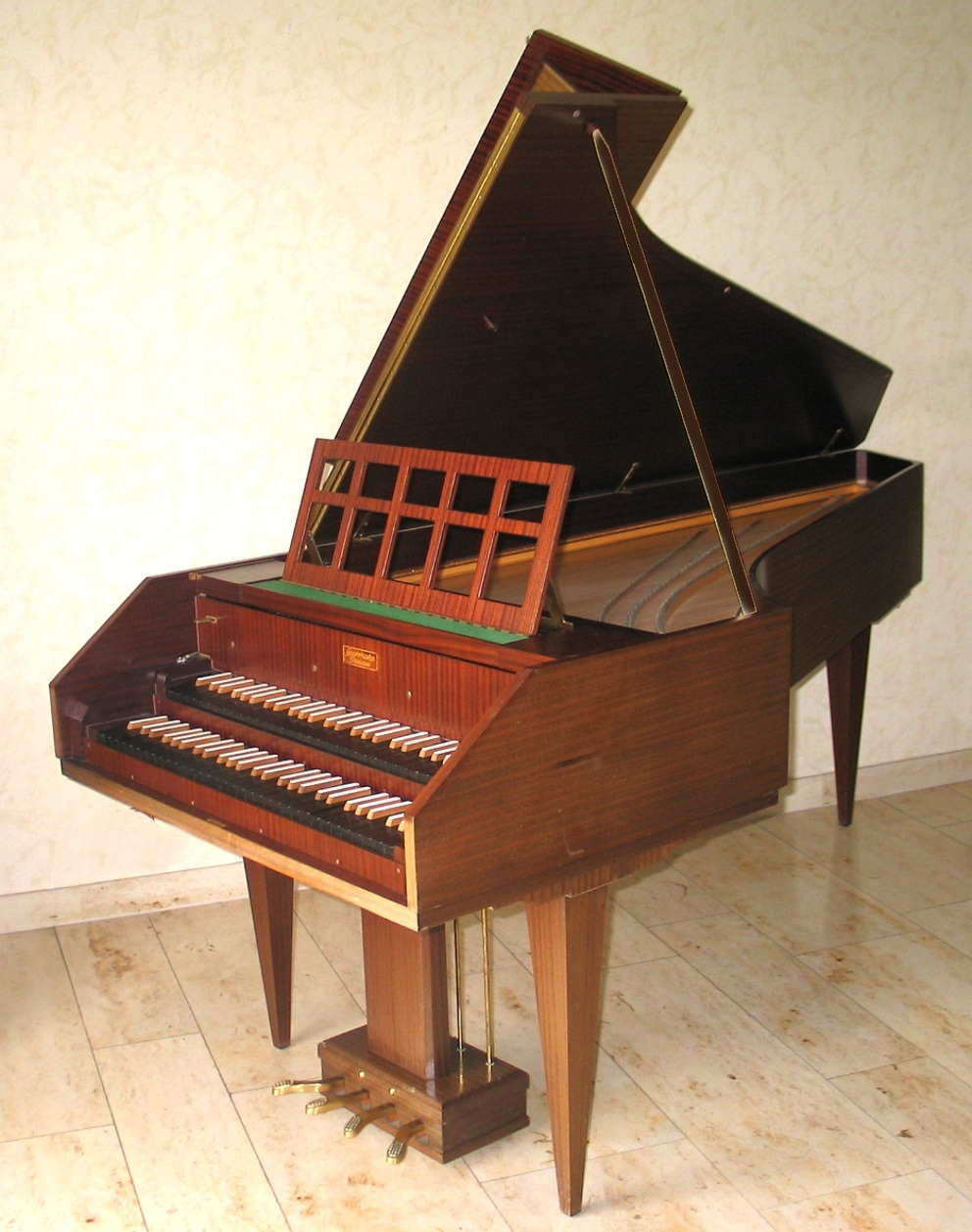
シュペアハーケのモダン・チェンバロ（1979年）

## チェンバロのための音楽

### 中世から古典派まで
初期の鍵盤楽器音楽は楽器の指定が無いことが普通で、チェンバロ、クラヴィコード、オルガンなどで演奏される。現存する最古の鍵盤楽器音楽とされるのは、14世紀のロバーツブリッジ写本（英語: Robertsbridge_Codex）である。
ルネサンス時代には、イベリア半島でアントニオ・デ・カベソンをはじめとする作曲家により、ティエントやディフェレンシアスなどの鍵盤楽器音楽が栄えた。ディエゴ・オルティスは『変奏論』 Trattado de Glossas (1553) でヴィオラ・ダ・ガンバとチェンバロの合奏について述べている。イギリスではウィリアム・バードやジョン・ブルなどの作曲家達により多くのチェンバロ曲が書かれ、『フィッツウィリアム・ヴァージナル・ブック』などの手稿で残されている。
バロック時代には、イタリアで劇的な感情の表出を重視したモノディ様式が生まれ、チェンバロは通奏低音のための楽器として重要な役割を担った。鍵盤楽器音楽においても劇的な表現が追求され、ジローラモ・フレスコバルディは、『トッカータ集 第1巻』 (1615) の序文において、厳格な拍子にとらわれない、情感に応じた自由な演奏を要求している。
18世紀にはナポリ出身のドメニコ・スカルラッティが、ポルトガル王女のバルバラ・デ・ブラガンサに音楽教師として仕え、555のソナタとして知られる個性的なチェンバロ曲を残している。
一方、ルイ14世時代のフランスではジャック・シャンピオン・ド・シャンボニエールやルイ・クープランをはじめとする作曲家によって、リュート音楽の延長上にチェンバロ（クラヴサン）音楽が栄え、スティル・ブリゼと呼ばれる分散奏法や、繊細な装飾音を多用した、優美な作品が多く生み出された。中心となるのはアルマンドやクーラントといった舞曲であり、これらを組み合わせた組曲はバロック時代のチェンバロ音楽を代表するジャンルの一つとなった。
フランスのクラヴサン音楽は18世紀前半、フランソワ・クープランやジャン＝フィリップ・ラモーらの時代に繁栄の頂点に達する。彼らの作品においては、古典的な舞曲に代わって、描写的な標題を持つ作品が主体となっていった。その後、ジャック・デュフリやクロード＝ベニーニュ・バルバトルらを輩出するものの、フランス革命の勃発により打撃を受けて、フランスのクラヴサン音楽は終焉を迎える。
ドイツのチェンバロ音楽は、イタリアとフランス双方の影響を受け、さらに北ドイツ・オルガン楽派の伝統が加わる。ヨハン・ゼバスティアン・バッハの作品には、それらの様式の高度な総合が見られる。バッハの息子や弟子の時代にはクラヴィコードが流行し、さらにピアノがそれに取って代わっていった。

### 近代の復興後
通奏低音にチェンバロを用いることはオペラにおいては19世紀まで残存したが、19世紀を通じて、チェンバロは実質的にピアノに地位を奪われていた。しかし20世紀に入って、古楽復興運動により、再びチェンバロが演奏されるようになると、さまざまな音色を求めるなかで、チェンバロに目を向ける作曲家も登場した。アーノルド・ドルメッチの影響の下、ヴァイオレット・ゴードン＝ウッドハウス（1872-1951）、およびフランスではワンダ・ランドフスカがチェンバロ再興の最前線で演奏を行った。
チェンバロ協奏曲がプーランク、ファリャ、ベルトルト・フンメル、グレツキ、グラス、ロベルト・カルネヴァーレなどによって作曲され、マルティヌーはチェンバロのために協奏曲とソナタを作曲し、カーターの二重協奏曲はチェンバロ、ピアノと2つの室内オーケストラのために書かれている。
室内楽の分野では、リゲティがいくつかの独奏曲（『コンティヌウム』など）を作曲しているほか、デュティユーの "Les Citations" （1991年）はチェンバロ、オーボエ、タブルバスとパーカッションのために書かれている。
その他、ショスタコーヴィチは『ハムレット』（1964年）でチェンバロを用いている。シュニトケはオーケストラ用作品でしばしばチェンバロを用いている。
日本の作曲家が取り組みはじめたのは戦後になってからであり、その数も多いとはいえないが、武満徹の「夢見る雨」（独奏曲）などが生まれている。
チェンバロ奏者でもあるヘンドリク・ボウマンは17世紀、18世紀の様式に基づいたチェンバロ独奏曲、チェンバロ協奏曲などを作曲している。

### ポピュラー音楽
現代では、チェンバロ、もしくはシンセサイザーによる類似の音色がポピュラー音楽でも用いられている。代表的な例としては、ビージーズ、ローリング・ストーンズの「イエスタデイズ・ペイパー」やR.E.M.の "Half a World Away" （アルバム「アウト・オブ・タイム」1991年、収録）、エマーソン・レイク・アンド・パーマーの「タンク」があげられる。
また、イージー・リスニングにおいては、ポール・モーリアがチェンバロ(の音色)を好んで用いたことで知られる（「恋はみずいろ」「オリーブの首飾り」が代表的）。